# Tate Modern
Tate Modern es el nombre por el que se conoce el Museo Nacional Británico de Arte Moderno. Se encuentra en el centro de Londres y forma parte del grupo de museos Tate junto con Tate Britain, Tate Liverpool y Tate St Ives, estos dos últimos situados fuera de Londres.
Está alojado en la antigua central de energía de Bankside, originalmente diseñada por sir Giles Gilbert Scott y construida en dos fases entre el año 1947 y el año 1963. La central eléctrica fue cerrada en el año 1981 y el edificio fue reconvertido en museo por los arquitectos suizos Herzog & de Meuron, quienes tras resultar vencedores en un concurso internacional dieron al edificio su imagen actual.
Desde su apertura el 12 de mayo de 2000, se ha convertido en la segunda mayor atracción de Londres. En el año 2007, fue el museo de arte moderno más visitado del mundo y el tercero en general, tras el Museo del Louvre de París y el Museo Británico también de Londres, con 5.2 millones de visitantes.
La entrada es gratuita para la exhibición permanente, mientras que las exposiciones temporales son gratuitas o de pago en función de su carácter.
La construcción de Tate Modern ha supuesto un impulso al desarrollo económico y cultural del área de Southwark en la que se sitúa. Ha sido considerado un ejemplo para futuros proyectos, como una forma de desarrollar zonas degradadas de la ciudad y convertirlas en nuevos focos dinámicos de crecimiento y de desarrollo económico.
El museo suele abrir de lunes a domingo, de las 10:00 h a las 18:00 h. Para acceder se requiere de entradas con hora, que se pueden obtener en su propia web.￼

## Ubicación

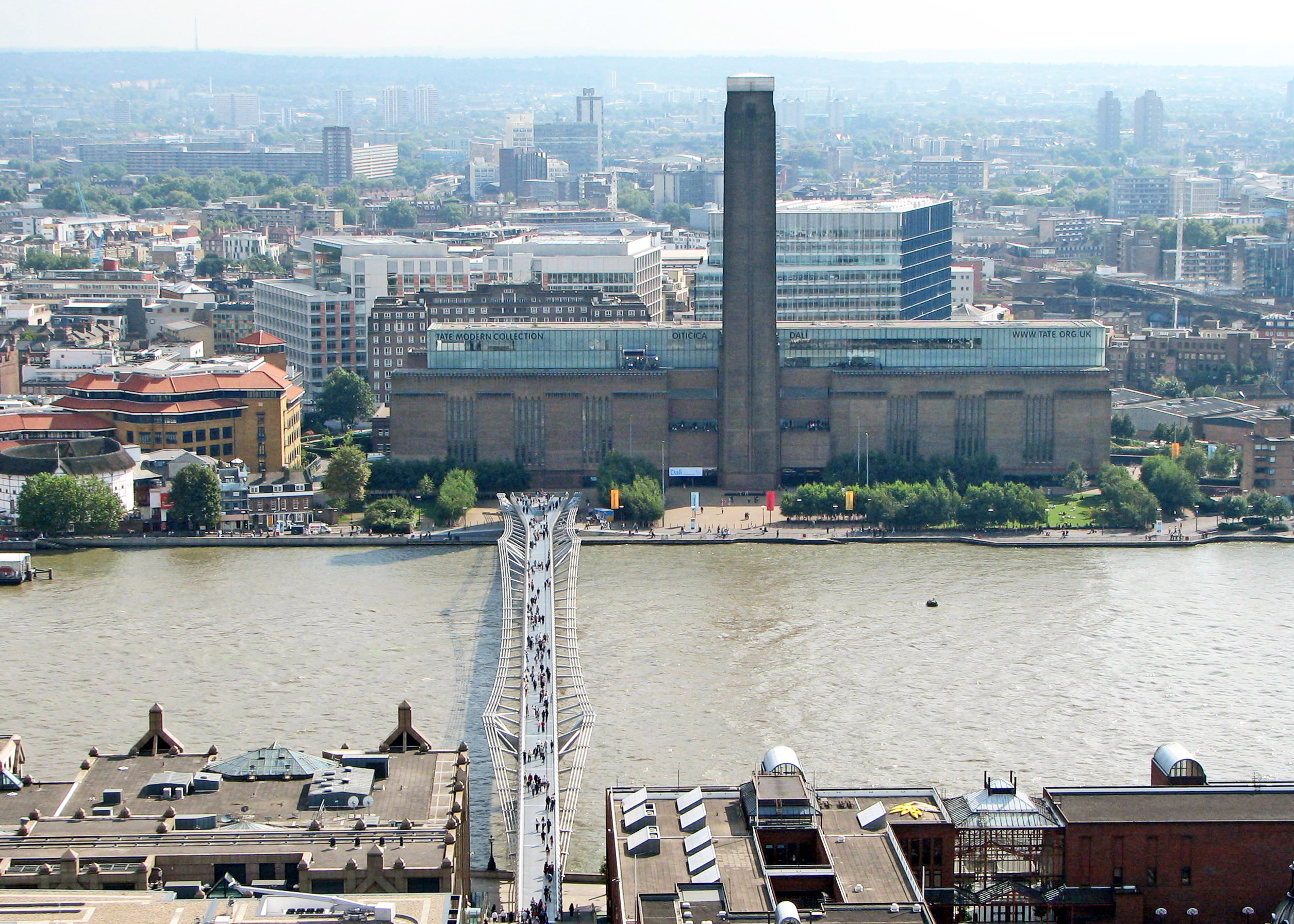
Tate Modern visto desde San Pablo, con el puente del Milenio de Norman Foster cruzando el Támesis.

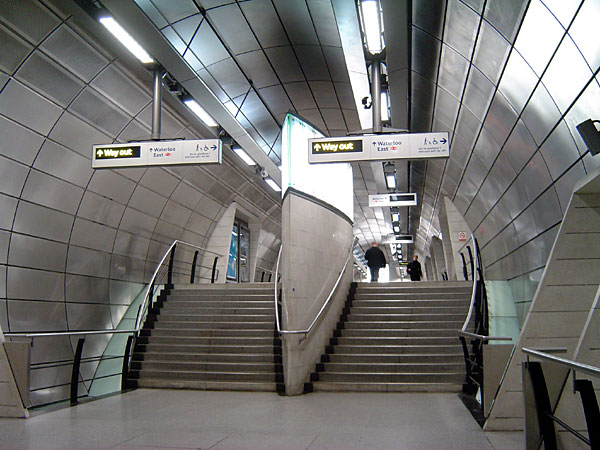
Estación de metro de Southwark, una de las formas más utilizadas para llegar a Tate Modern.

Tate Modern se encuentra situado en Bankside, un área que se localiza en la zona londinense de Southwark, en la ribera sur del río Támesis. Bankside está delimitada por el puente de Blackfriars al oeste y por el puente de Londres al este, y se ha convertido en los últimos años en un importante polo para el turismo. El puente del Milenio ha hecho fácilmente accesible a pie el área de Bankside desde la ribera norte del Támesis, conectándola directamente con la catedral de San Pablo. Tate Modern es una de las atracciones turísticas más importantes de Bankside, junto con la réplica del Golden Hind, los teatros the Rose y the Globe y otras construcciones.

## Historia

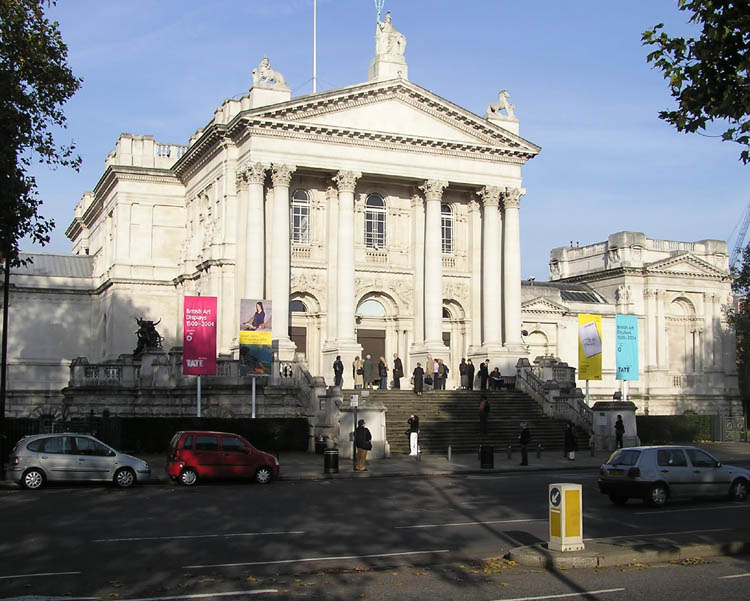
Galería Nacional de Arte Británico, edificio en el que se expuso la colección británica de arte moderno hasta la inauguración de Tate Modern en 2000, cuando se cambió su nombre por Tate Britain.

La colección Tate fue fundada en 1897 como Galería Nacional de Arte Británico. En 1917 se modificó su contenido para incluir también la colección nacional británica de arte moderno y fue renombrada Tate Britain en honor a Henry Tate, quien mediante sus donaciones puso los cimientos para el desarrollo posterior de la galería.

### Una galería para el arte moderno (1917-1992)
En 1917, la recién renombrada Tate Britain asumió oficialmente la responsabilidad de exponer la colección nacional de arte moderno, tanto de artistas británicos como extranjeros. Desde entonces hasta 2000, dicha colección se exhibió en el edificio ocupado por la Tate Gallery, en la céntrica zona londinense de Millbank. A lo largo de este tiempo se discutió en varias ocasiones la conveniencia de separar la colección de arte moderno del resto para permitir liberar espacio de exposición y fortalecer la identidad de las dos colecciones. Esta opción comenzó a tomar fuerza a finales de la década de los 80, tras tomarse la decisión de crear una nueva galería de arte moderno con la mayor premura posible.
En diciembre de 1992 se anunció en una conferencia de prensa la intención de crear la nueva Tate Gallery de Arte Moderno para el año 2000, y se comenzó la búsqueda del lugar adecuado para el nuevo museo, que sería el primero dedicado al arte moderno con el que contaría la capital británica en su historia.

### La elección del lugar (1992-1994)
Se sortearon varios lugares en la zona central de Londres y se debatió entre la opción de construir un edificio de nueva planta o reconvertir un edificio preexistente. Entre los lugares sorteados estaban: South Bank, Effra (en las proximidades de Vauxhall), Greenwich Reach y la central de energía de Bankside.
La central de energía de Bankside estaba situada en la orilla sur del río Támesis enfrente de la catedral de San Pablo y se encontraba sin uso desde 1981, cuando la creación de nuevas plantas de energía más grandes provocaron su cierre definitivo. Tras su cierre, se barajaron dos opciones: derribarla para levantar un edificio de nueva planta o reconvertirla para adaptarse a un nuevo uso. El edificio aparentaba ser excesivamente grande, aunque posteriores estudios revelaron que su tamaño entraba dentro de los requisitos de la nueva galería. Además contaba con una situación privilegiada en el centro de Londres y una buena accesibilidad mediante transporte público. En julio de 1993, los comisarios visitaron la estación para realizar un estudio sobre el terreno y valorar la viabilidad del proyecto y en abril de 1994 se anunció formalmente que la central de energía de Bankside alojaría la Galería Tate de Arte Moderno.

### El concurso internacional (1994)
En julio de 1994 se presentó un concurso internacional para rediseñar la central de energía y adaptarla a su nuevo uso. Hacia noviembre del mismo año se produjo una selección entre los 148 proyectos iniciales, quedando seis para la fase final del concurso: David Chipperfield (Londres), Rem Koolhaas (Róterdam), Renzo Piano (Génova), Tadao Ando (Osaka), Herzog & de Meuron (Basilea), y Rafael Moneo (Madrid).

### El proyecto ganador (1995)

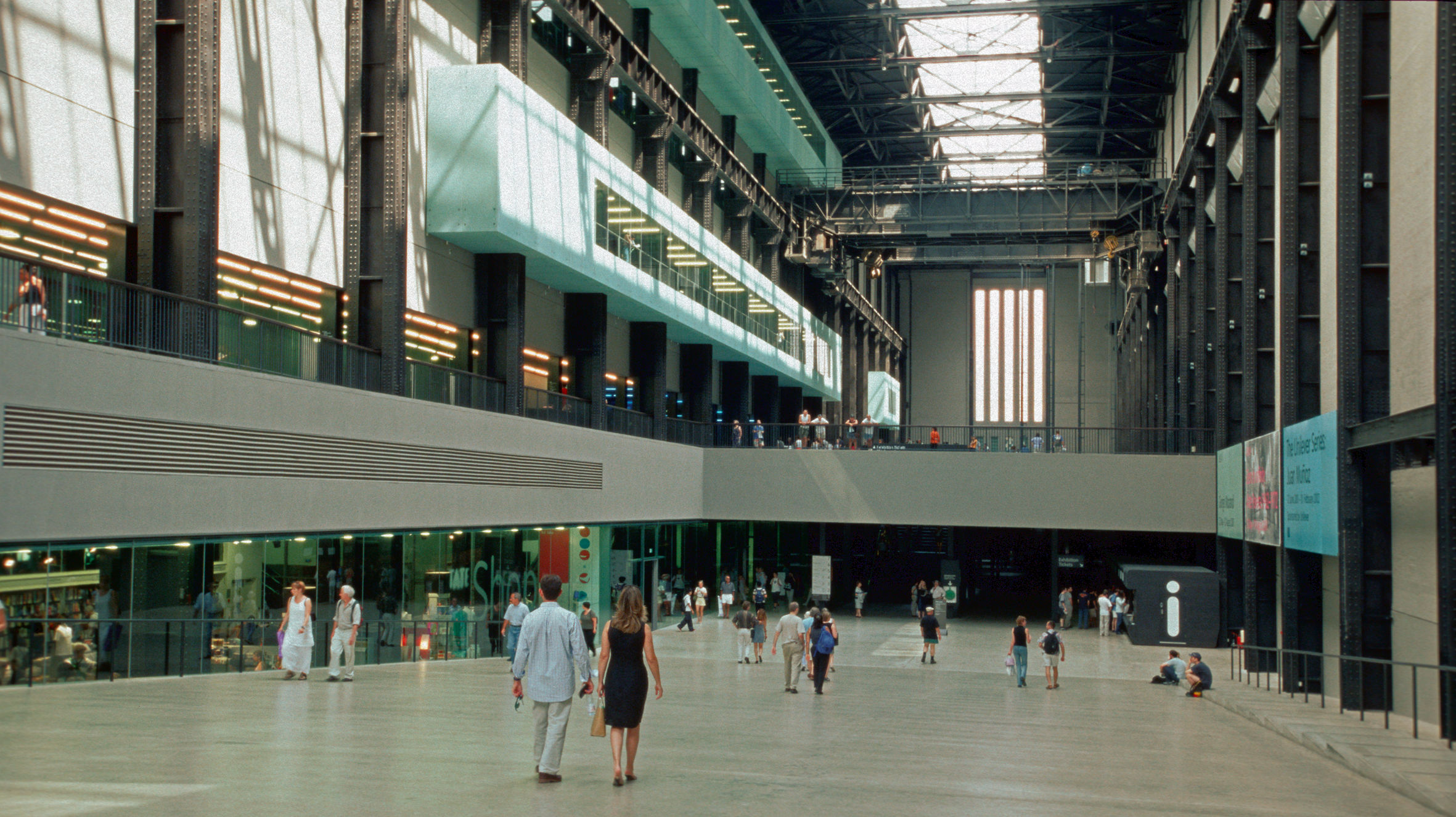
La Sala de las turbinas de Tate Modern.

En enero de 1995, el estudio de arquitectura de los suizos Herzog & de Meuron fue designado oficialmente como el ganador del concurso internacional, valorando el jurado la simplicidad de su propuesta, el respeto por la arquitectura original de la central, la introducción de luz natural al interior del edificio a través de grandes lucernarios y la creación de un interior funcional. La intervención de los suizos preveía la creación de una calle interior en el lugar que antes ocupaba la Sala de las turbinas y que sería el corazón del nuevo edificio. Esta calle estaría iluminada cenitalmente mediante un gran lucernario en toda la longitud del edificio, quedando relacionada visualmente con las salas de exposiciones mediante unos miradores que se mostrarían hacia la Sala de turbinas como cajas luminosas y que servirían como zonas de reposo para el visitante. El gran lucernario principal se mostraría hacia el exterior como una caja de vidrio apoyada sobre el basamento de ladrillo de la antigua central, y se iluminaría de noche para servir de punto de referencia hacia la ciudad de Londres.

### Las obras de construcción (1996-2000)
En marzo de 1996 se presentó oficialmente el proyecto de ejecución definitivo de Herzog & de Meuron para la construcción de Tate Modern, y dos meses más tarde, la aportación de 12 millones de libras hecha por donantes ingleses permitió la compra de la central de energía de Bankside, en la que se ubicaría el nuevo museo. En diciembre del mismo año, los arquitectos abrieron una oficina en el lugar para supervisar los trabajos de construcción.
Para poder reconvertir la antigua central en un museo era necesario limpiar el solar y prepararlo para las obras. La maquinaria de la Sala de las turbinas fue retirada y una serie de pequeñas construcciones fueron demolidas, dejando el edificio con su estructura original de acero y ladrillo. La cubierta se retiró también para permitir la colocación de los lucernarios que permitirían la entrada de luz natural al interior del edificio.

### La inauguración (2000)
Los trabajos de construcción de Tate Modern concluyeron a finales de 1999, y en enero de 2000 comenzaron a instalarse las obras de arte en las salas de exposición. Siguiendo el lanzamiento de la rebautizada Tate Britain en marzo, Tate Modern fue inaugurado oficialmente por la reina Isabel II el 11 de mayo de 2000.

### El éxito y Tate Modern 2 (2000-actualidad)

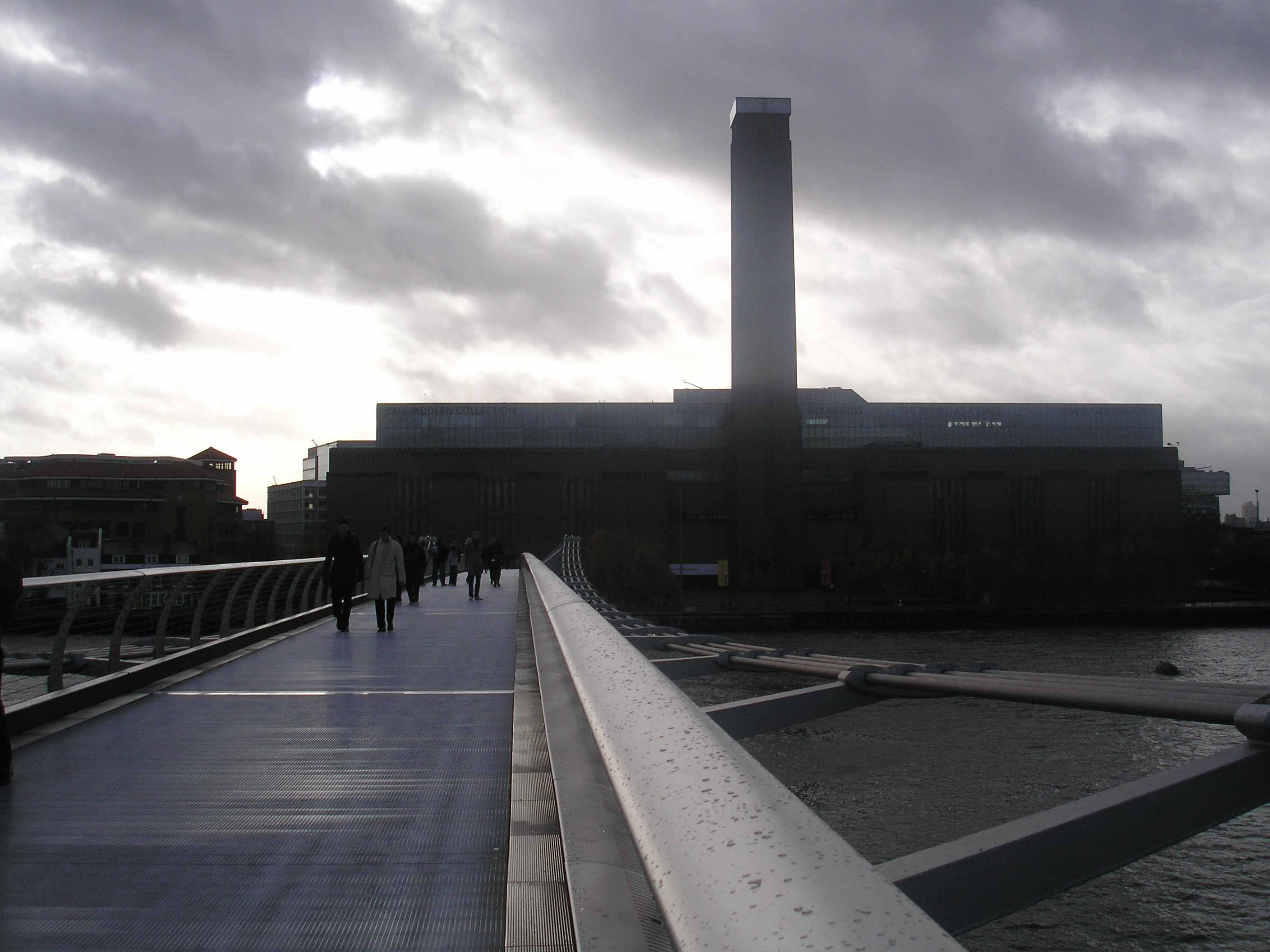
Tate Modern visto desde el puente del Milenio.

Cuando se comenzó a trabajar en el proyecto de la nueva Galería Británica de Arte Moderno se calculó una afluencia al edificio estimada en unos 1,8 millones de visitantes al año. Sin embargo, en sus cinco primeros años Tate Modern fue visitado por más de veinte millones de personas, con más de cuatro millones de visitantes al año de media.
El éxito de la nueva galería de arte moderno londinense provocó su saturación y la necesidad de ampliar sus instalaciones con nuevos espacios de exposición y de servicios demandados por los visitantes. Estos nuevos espacios eran fundamentales para el desarrollo futuro del museo, según la opinión de los responsables de Tate Modern. Además, el aumento en el volumen de la colección británica de arte moderno y su diversificación con fotografías, espectáculos multimedia y complejas instalaciones, también apuntaban en la misma dirección. El proyecto original de Herzog & de Meuron preveía ya en sus inicios la posible ampliación de la galería hacia el sur, por lo que se comenzó a desarrollar con rapidez el proyecto de lo que se denominaría posteriormente Tate Modern 2.
El 25 de julio de 2006, el presidente del Grupo Tate, Nicholas Serota, junto con el director de Tate Modern, Vicente Todolí, presentaron el proyecto de ampliación de Tate Modern, encargado a los arquitectos suizos Herzog & de Meuron que realizaron también el diseño original de Tate Modern. La ampliación consistía originalmente en una serie de cajas de vidrio apiladas de forma piramidal, pero sufrió un rediseño hecho público el 18 de julio de 2008, modificando su fachada de cajas apiladas de vidrio por otra fachada con una celosía continua de ladrillo. Según explicaron los arquitectos, el cambio se produjo para favorecer la relación entre la fachada del nuevo edificio con la del existente, también de ladrillo. Según su diseño definitivo, la ampliación contendrá espacios dedicados a fotografía, vídeo y exhibiciones temporales, y se suponía que estaría finalizada en 2012, de forma que pudiera haber sido inaugurada para los Juegos Olímpicos de 2012 que se celebraron en la capital inglesa. Esto no se logró, ya que su apertura oficial de este proyecto de ampliación  abrió al público el 17 de junio del 2016.
Con este nuevo edificio, que contó con un presupuesto de 215 millones de libras, Tate Modern amplió su superficie en un 60 % (unos 23.000 metros cuadrados) de área interna bruta adicional para espacios de exhibición y exposición, espacios de actuación, instalaciones educativas, oficinas, servicios de restauración y venta minorista, así como un estacionamiento y un nuevo espacio público externo.
En mayo de 2017, la Switch House pasó a llamarse oficialmente Edificio Blavatnik, en honor al multimillonario anglo-ucraniano Sir Leonard Blavatnik, quien contribuyó con una cantidad sustancial de los 260 millones de libras que costó la ampliación. Sir Nicholas Serota comentó: «El apoyo entusiasta de Leonard Blavatnik garantizó el éxito del proyecto y estoy encantado de que el nuevo edificio ahora lleve su nombre».

## Colección permanente de Tate Modern

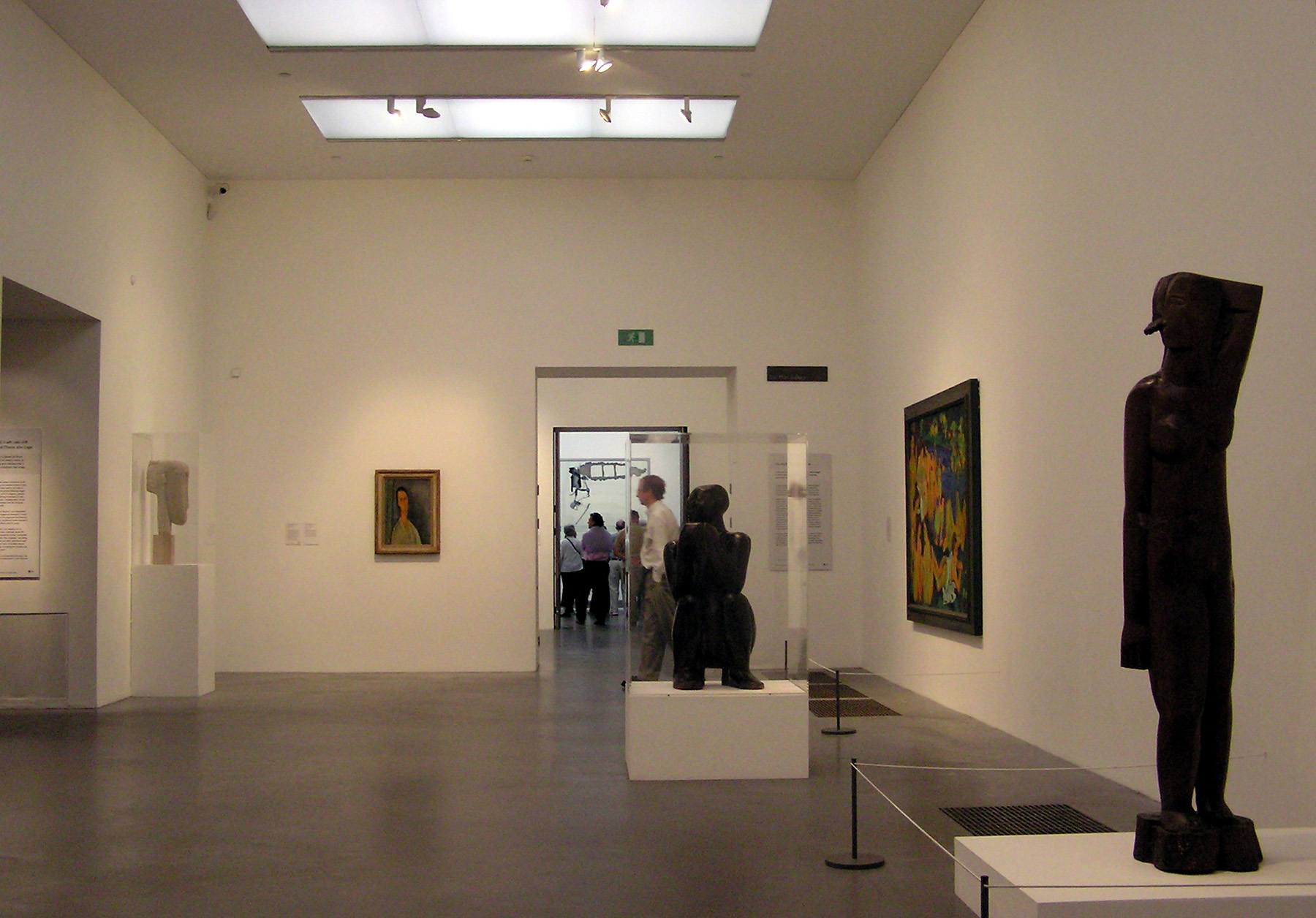
Una de las salas de exposición del Tate Modern.

La colección permanente de Tate Modern es considerada una de las más completas e importantes de arte contemporáneo del mundo. En ella figuran obras de gran parte de los artistas más destacados del siglo XX, entre ellos Pablo Picasso, Andy Warhol, Salvador Dalí, Mark Rothko y otros.
 Se encuentra ubicada entre los pisos tercero y quinto del edificio, mientras que el cuarto nivel acoge las exhibiciones temporales más grandes. En el segundo nivel hay un pequeño espacio de exposición para artistas contemporáneos. Cuando se inauguró el museo, las obras no se exhibían en orden cronológico, sino que se dividieron en torno a cuatro grandes grupos: Historia/Memoria/Sociedad, Desnudo/Acción/Cuerpo, Paisaje/Materia/Medio ambiente y Bodegón/Objetos/Vida real. Esta forma de exposición se debió a que la corriente principal de exposición de la historia del arte moderno se basaba entonces en los trazos marcados por el Museum of Modern Art de Nueva York. La primera reorganización de la colección permanente se produjo en mayo de 2006, la cual eliminó la anterior distribución en grupos temáticos para centrarse en los principales movimientos del arte del siglo XX. Actualmente, la colección permanente se encuentra dividida en los siguientes apartados:

### Tercer piso
Gestos materiales (Material Gestures)
Ocupa el ala este del tercer piso del edificio. La línea argumental de esta sección es la de mostrar las nuevas formas de abstracción y expresión surgidas en la pintura y escultura de posguerra en Europa y América, con exponentes como Mark Rothko, y sus afinidades con los trabajos de artistas anteriores como Claude Monet y su influencia en artistas contemporáneos.
Lista de salas:
- Sala 1: Anish Kapoor y Barnett Newman
- Sala 2: Gestos materiales
- Sala 3: Accionismo vienés
- Sala 4: Expresionismo
- Sala 5: Voces distinguidas
- Sala 6: Gerhard Richter
- Sala 7: Claude Monet y el Expresionismo abstracto
- Sala 8: Marlene Dumas
- Sala 9: Paul McCarthy

Poesía y sueño (Poetry and Dream)
Se encuentra en el ala oeste del tercer piso del edificio y se desarrolla en torno al surrealismo, sus influencias, cómo otros artistas que no han formado parte de él han respondido a dicho movimiento y cómo se ha tratado a lo largo de la historia del arte moderno el mundo de los sueños, el inconsciente y el mito arquetípico. En esta sección se exponen cuadros de artistas como Giorgio de Chirico, Max Ernst, Pablo Picasso y Francis Bacon entre otros. También se muestran trabajos en los que se han reinterpretado los principios del surrealismo e incorporado a nuevos contextos más allá de las intenciones de los creadores del movimiento.
Lista de salas:
- Sala 1: Giorgio de Chirico y Jannis Kounellis
- Sala 2: Poesía y sueño: Surrealismo y más allá
- Sala 2: Poesía y sueño: Maya Deren y Alexander Hammid
- Sala 2: Poesía y sueño: más allá del Surrealismo
- Sala 3: Max Ernst
- Sala 4: Historia Natural
- Sala 5: Francis Bacon y Pablo Picasso
- Sala 6: Joseph Beuys y Anselm Kiefer
- Sala 7: Miroslaw Balka y Pepe Espaliú
- Sala 8: Eileen Agar, Claude Cahun y Zoe Leonard
- Sala 9: Realismos
- Sala 10: Cornelia Parker

### Quinto piso
Modelos conceptuales (Conceptual Models)
En esta sección, ubicada en la parte central de la quinta planta, se exponen los trabajos contemporáneos recientemente adquiridos por Tate Modern, y su eje se desarrolla en torno al potencial de los edificios y de la arquitectura en general para llevar a cabo cambios sociales y permitir la modificación de las conductas de las personas. Algunas de las obras expuestas utilizan edificios existentes como inspiración, mientras que otras consisten en reproducciones a escala de edificios completos o de espacios concretos.
Lista de salas:
- Modelos conceptuales: adquisiciones temporales recientes

Idea y objeto (Idea and Object)

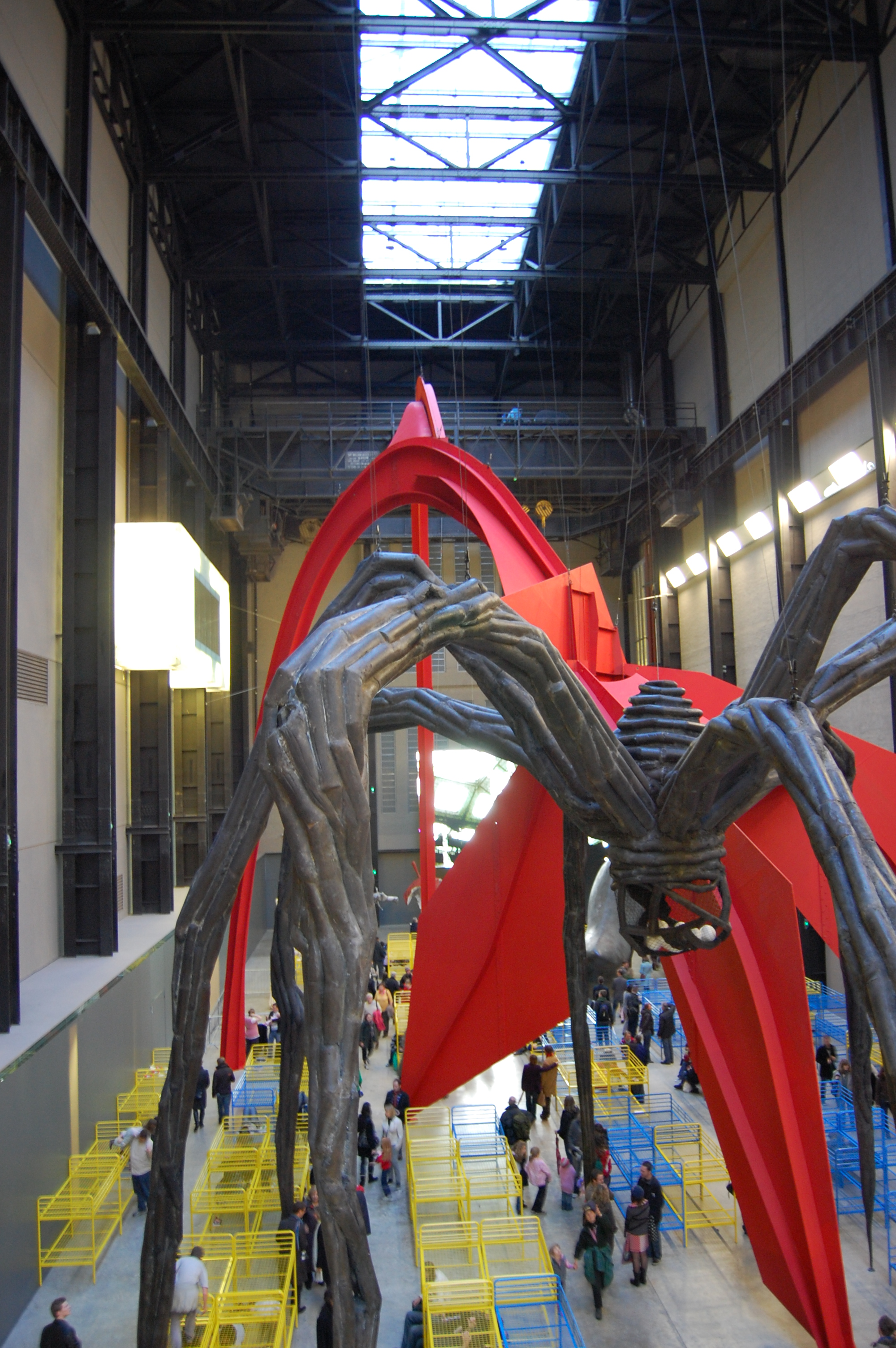
La Sala de las turbinas con la instalación TH.2058, de Dominique González-Foerster, en 2009.

Ocupa el ala este de la quinta planta del edificio y se centra en el movimiento denominado comúnmente minimalismo, surgido en la década de 1960 como reacción al subjetivismo y expresionismo de las pinturas de posguerra, y que se basaba en el objetivismo y el impersonalismo como ideas radicales y opuestas a las anteriores. Se exponen asimismo los antecedentes a dicho movimiento, como el constructivismo. Entre los artistas más importantes, se encuentran obras de Vasili Kandinski, Piet Mondrian, Constantin Brancusi, Carl Andre, Sol LeWitt y Donald Judd.
Lista de salas:
- Sala 1: Carl Andre y Martin Creed
- Sala 2: Utopía y Abstracción
- Sala 3: Alrededor del Minimalismo
- Sala 4: Pawel Kwiek
- Sala 5: Sol LeWitt
- Sala 6: Hélio Oiticica
- 'Sala 7: Ellsworth Kelly
- Sala 8: Imagen/Texto
- 'Sala 9: Dan Graham
- Sala 10: Joseph Beuys
- Sala 11: Víctor Grippo

Estados de cambio (States of Flux)
Se ubica en el ala oeste de la quinta planta y el espacio central del bloque está dedicado a los movimientos de vanguardia de principios del siglo XX: cubismo, futurismo y vorticismo. Estos movimientos rompieron con las ideas tradicionales de representación de la pintura, y buscaron una nueva forma más dinámica y fracturada de representar la compleja realidad de la era de la máquina. También se muestra cómo estas vanguardias influyeron en películas experimentales, fotografía y diseño, en ocasiones acompañadas de un mensaje político o crítica social, y cómo asentaron las bases para movimientos posteriores como el Pop art y el trabajo de algunos artistas contemporáneos. Entre los artistas más conocidos de esta sección se encuentran Henri Matisse, Pablo Picasso, Georges Braque, Juan Gris y Roy Lichtenstein.
Lista de salas:
- Sala 1: Umberto Boccioni y Roy Lichtenstein
- Sala 2: Cubismo, Futurismo, Vorticismo
- Sala 3: Después del impresionismo
- Sala 4: Japanese Photography and The Bauhaus
- Sala 5: Bridget Riley
- Sala 6: Braco Dimitrijevic
- Sala 7: Pop Art
- Sala 8: Jenny Holzer
- Sala 9: David Maljkovic
- Sala 10: Architecture and Power
- Sala 11: Double Life'
- Sala 12: Marcel Duchamp and Richard Hamilton: The Large Glass

## Exposiciones temporales

### Actuales
Tate Modern cuenta con espacios de diferentes dimensiones para acoger diversos tipos de exposiciones temporales. Algunas de ellas son gratuitas, fundamentalmente las que se realizan en la galería del nivel 2, y para el resto es necesario comprar un billete en las taquillas que se encuentran en la Sala de las turbinas.

### Anteriores

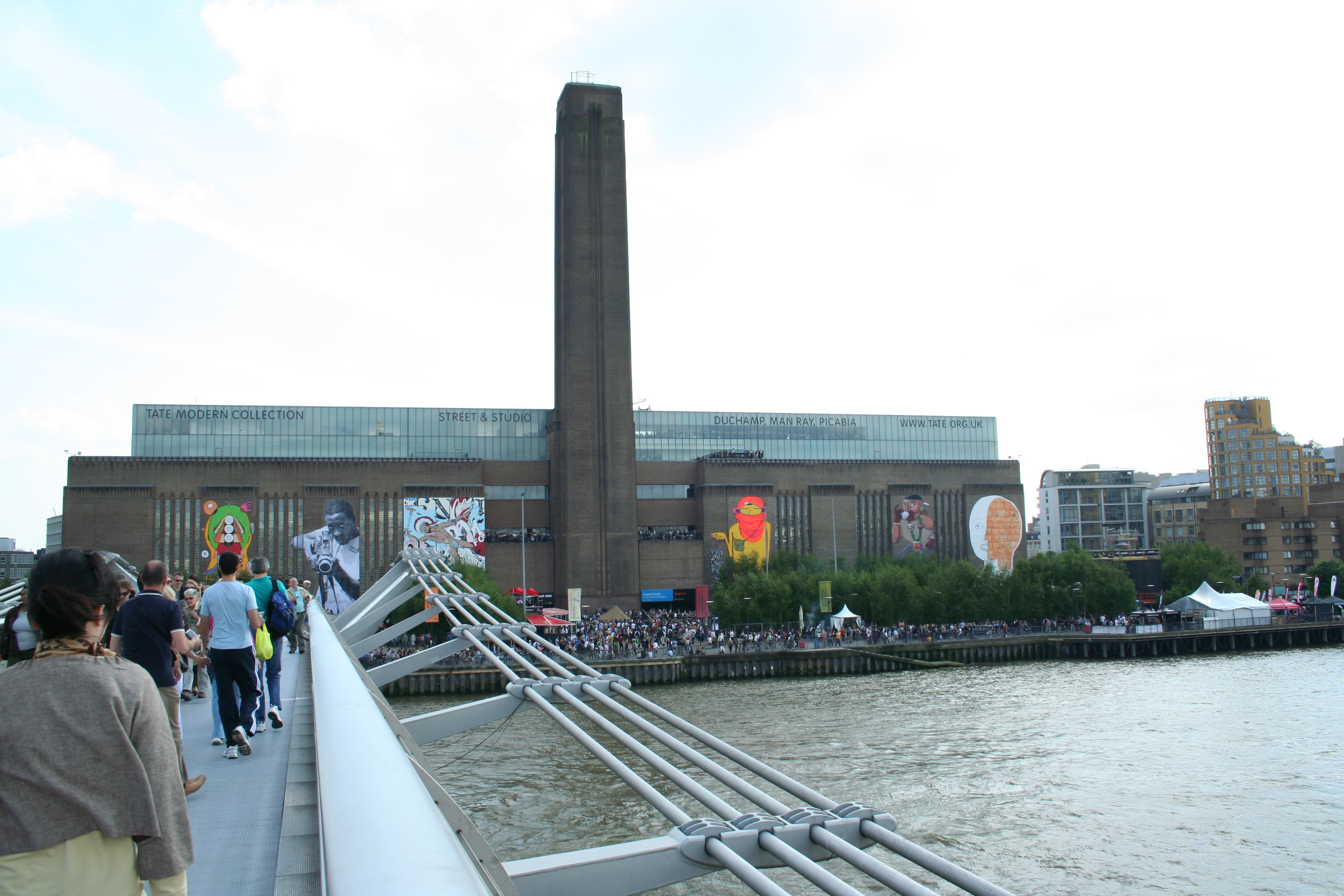
Fachada de Tate Modern decorada con motivo de la exposición Arte Callejero.

Desde su inauguración Tate Modern ha acogido importantes exposiciones temporales, en las que se han expuesto obras de artistas como Vasili Kandinski, Marcel Duchamp, Man Ray, Pablo Picasso y Frida Kahlo, entre otros.
Las últimas exposiciones temporales alojadas en Tate Modern han sido:
- Latifa Echakhch: del 19 de septiembre al 23 de noviembre de 2008[42]
- Cildo Meireles: del 14 de octubre de 2008 al 11 de enero de 2009[43]
- Rothko: del 26 de septiembre de 2008 al 1 de febrero de 2009[44]
- Nicholas Hlobo: del 9 de diciembre de 2008 al 29 de marzo de 2009[45]
- Las inauguraciones UBS: pinturas de la década de los 80: del 12 de noviembre de 2008 al 13 de abril de 2009[46]
- Ródchenko y Popova: definiendo el constructivismo: del 12 de febrero al 17 de mayo de 2009[47]
- Roni Horn, también conocida como Roni Horn: del 25 de febrero al 25 de mayo de 2009[48]
- Stutter: del 23 de abril al 16 de agosto de 2009[49]
- Per Kirkeby: del 17 de junio al 6 de septiembre de 2009[50]
- Futurismo: del 12 de junio al 20 de septiembre de 2009[51]
- Jill Magid, autoridad para eliminar: del 10 de septiembre de 2009 al 3 de enero de 2010[52]
- Vida Pop, arte en un mundo material: del 1 de octubre de 2009 al 17 de enero de 2010[53]
- John Baldessari, pura belleza: del 13 de octubre de 2009 al 10 de enero de 2010[54]

## El edificio

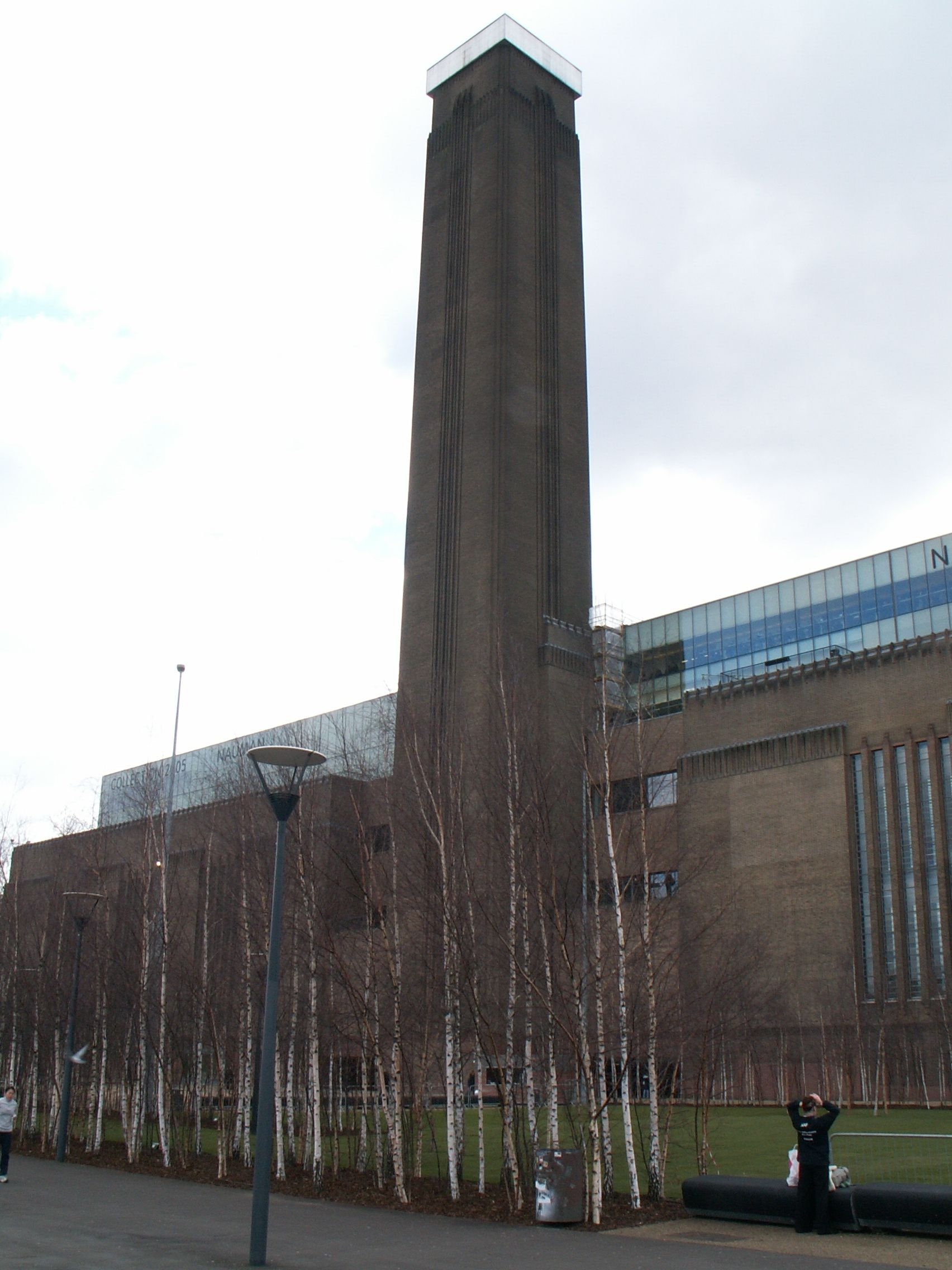
Vista lateral de la central de energía de Bankside, reconvertida en el Tate Modern.

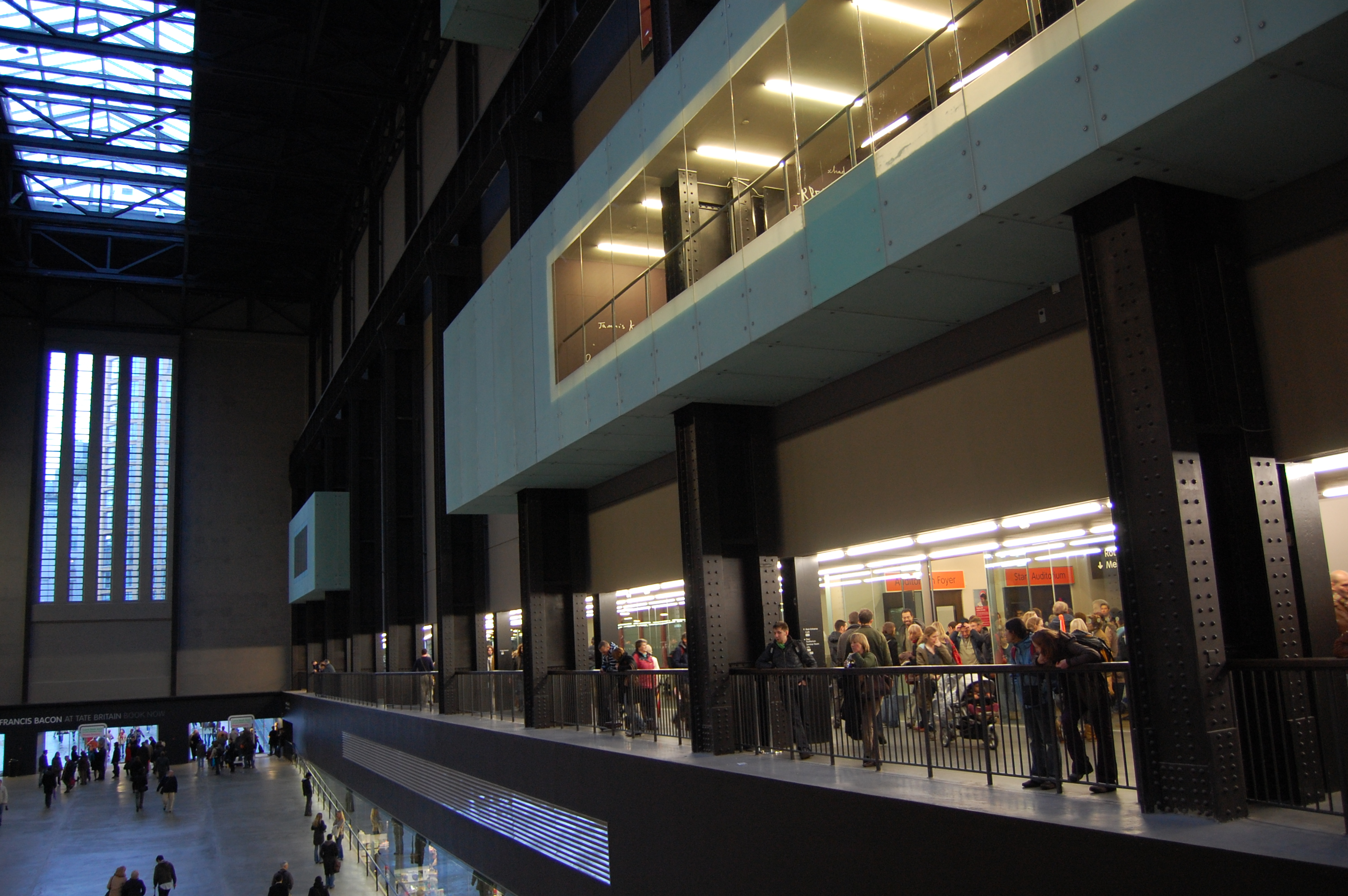
Detalle de los miradores que se abren hacia la Sala de las turbinas.

La central de energía de Bankside es el edificio que aloja la Colección Nacional Británica de arte moderno desde que se inauguró la reforma del edificio en el 2000, cuando recibió el nombre de Tate Modern. Mientras que otros estudios de arquitectura seleccionados para el concurso proponían una actuación más radical respecto al edificio existente, el proyecto de Herzog & de Meuron basaba su propuesta en el respeto por el edificio existente, la consolidación de su estructura de acero y ladrillo, y la sencillez de actuación. El edificio se planteó con el objetivo de ser el motor que aceleraría la revitalización de Banskide, un barrio deprimido que había comenzado a repuntar con la reconstrucción del Globe Theatre y que continuó posteriormente con la inauguración del puente del Milenio, lo que sirvió para conectar directamente el barrio con la zona de la catedral de San Pablo.

### Distribución interior
La organización interna del edificio original estaba dividida en tres franjas paralelas de distintos usos: norte, central y sur. En la franja norte, con fachada al río Támesis, se encontraba la antigua sala de calderas. Esta zona acoge actualmente el programa principal del museo: un auditorio, la cafetería, las tiendas y tres plantas de exposición. La franja central estaba ocupada por la sala de turbinas, que tras la intervención mantiene su nombre y es el espacio principal del museo; en ella se desarrollan las Unilever series, instalaciones temporales de artistas reconocidos. La tercera franja, la sur, estaba ocupada, y aún hoy lo está, por los transformadores. Es la única parte de la antigua central de energía que mantiene actualmente su uso, aunque esta situación finalizará cuando se lleve a cabo la ampliación del museo, puesto que en esta área se ubicará la parte central del nuevo edificio, conectada directamente con la sala de las turbinas. Los espacios cilíndricos que albergaban los tanques de combustible de la antigua central pasarán a convertirse tras la ampliación en nuevas salas de exposición.
La entrada principal al museo se encuentra en la fachada oeste del edificio mediante una rampa que lleva al visitante a la sala de las turbinas, cuya rasante se encuentra situada por debajo del nivel del agua del Támesis. También existe una entrada secundaria en la fachada norte, que prolonga el acceso peatonal desde el puente del Milenio hasta el interior del edificio. La Sala de las turbinas se concibe como una calle que atraviesa el museo de oeste a este en toda su longitud y altura. Del antiguo nivel de suelo de la sala se mantiene tan sólo una plataforma que atraviesa el edificio de norte a sur y permite acceder desde la entrada de la fachada norte, a nivel de calle y por tanto elevada respecto a la entrada principal, a la planta inferior en la que se encuentran las taquillas.
El flanco norte de la sala de las turbinas está cerrado por la fachada interior del museo, en la que se abren unos miradores alargados e iluminados mediante luminarias. Estos miradores sirven de punto de descanso y de observación, y relacionan visualmente la sala de las turbinas con las tres plantas de exposición del museo. Los arquitectos los diseñaron con el objetivo de servir de reclamo para aquellos visitantes que accediesen a la sala de las turbinas, e invitarlos de esta manera a entrar en las salas de exposición del museo.

### Estructura
La estructura original diseñada por Giles Gilbert Scott se basa en pórticos compuestos por vigas y pilares de acero que sustentan los muros de fábrica de ladrillo y que no tienen función estructural. El proyecto de Herzog & de Meuron para la reconversión de la central eléctrica en museo de arte moderno, preveía la conservación y reutilización de la estructura primitiva con pequeñas modificaciones. Los trabajos relacionados con estructura e ingeniería corrieron a cargo de la firma Ove Arup, encargada con anterioridad de trabajos en grandes proyectos como la Ópera de Sídney.

### Acabados
El criterio en el que se basaron los arquitectos a la hora de definir los diferentes acabados del edificio fue la sobriedad y la sencillez. Los materiales utilizados en el edificio fueron el acero, la madera y el vidrio. La estructura de acero original se pintó de negro mate, mientras que los paramentos verticales de la sala de turbinas fueron pintados de gris, en consonancia con la solera de hormigón visto de la planta inferior y de la rampa de entrada. En las salas de exposición se utilizaron paramentos verticales pintados de blanco mate, mientras que para el pavimento se optó por un entarimado de roble sin tratar, generando espacios sobrios para la exposición, dejando el protagonismo a las obras expuestas.

### La Sala de las Turbinas
La Sala de las Turbinas (Turbine Hall en inglés) de Tate Modern es el atrio principal del museo. Es el espacio en el que antiguamente se encontraban los generadores de electricidad de la central de energía. Se trata de un espacio de 155 metros de longitud, 23 de ancho y 35 metros de altura, con una superficie de unos 3500 metros cuadrados, y es utilizado para exponer instalaciones de artistas contemporáneos entre octubre y marzo de cada año, patrocinadas por la multinacional Unilever y llamadas por ello The Unilever series. Estaba previsto que este tipo de instalaciones se llevarían a cabo durante los primeros cinco años de vida del museo, aunque su éxito ha provocado que se hayan prolongado hasta la actualidad. Actualmente los artistas que han expuesto su obra en la Sala de las Turbinas de Tate Modern son:
- 2000 — Louise Bourgeois — Maman, I Do, I Undo, I Redo[59]
- 2001 — Juan Muñoz — Double Bind[60]
- 2002 — Anish Kapoor — Marsyas[61][62]
- 2003 — Olafur Eliasson — The Weather Project[63][64]
- 2004 — Bruce Nauman — Raw Materials[65]
- 2005 — Rachel Whiteread — Embankment[66]
- 2006 — Carsten Höller — Test Site[67]
- 2007 — Doris Salcedo — Shibboleth[68][69]
- 2008 — Dominique González-Foerster — TH.2058[70]
- 2009 — Miroslaw Balka — How it is:[71]

### Tate Modern 2
Actualmente se está construyendo la ampliación de la galería británica de arte moderno, conocida como Tate Modern 2, que aprovechará en su construcción aquellos espacios relacionados con las infraestructuras de la central de energía de Bankside que no fueron alterados en la primera fase de la construcción de Tate Modern. Esta nueva edificación añadirá además nuevos espacios que completarán el volumen proyectado. Se prevé inaugurar la ampliación en 2012, por lo que estará funcional cuando se celebren los próximos Juegos Olímpicos en la capital británica.
Los aspectos que se priorizaron en el proyecto de ampliación de Tate Modern fueron:
- Favorecer la exposición de todas las obras pertenecientes a la colección del museo de la forma más especializada posible.
- Permitir la colocación de las instalaciones más radicales.
- Proveer los espacios de aprendizaje requeridos por el público.
- Integrar completamente el aprendizaje en el diseño del edificio.
- Mejorar las instalaciones de acogida para los visitantes y crear nuevos espacios sociales.

El espacio principal de la ampliación será la sala de los tanques de combustible, que proporcionaban energía a las turbinas de la central cuando ésta se encontraba en funcionamiento. Este espacio será accesible directamente desde la Sala de las Turbinas y está considerado como los cimientos del futuro Tate Modern 2 y una parte esencial de su programación se basará en él.

## Impacto de Tate Modern
Tate Modern ha generado un importante efecto a diferentes niveles tanto en Londres como en todo el Reino Unido. Según el sitio Transforming Tate Modern, el museo de arte moderno más visitado del mundo es el Tate Modern, con más de 30 millones de visitantes desde su apertura en 2000. Inicialmente el museo fue diseñado previendo una afluencia de unos 1,8 millones de visitantes al año, pero en 2006 y 2007 los visitantes superaron los cinco millones cada año. Según la misma referencia, Tate Modern es una de las tres mayores atracciones turísticas del Reino Unido; dos millones de personas han participado en alguno de sus programas educativos; genera unos beneficios anuales para la ciudad de cien millones de libras; ha generado hasta el momento más de 4000 puestos de trabajo, principalmente en el área de Southwark; y el 60 % de los visitantes tienen menos de treinta y cinco años. Todos estos datos fueron usados por los representantes de Tate Modern en la presentación de la ampliación del museo para respaldar el proyecto, que cuenta con un presupuesto de 215 millones de libras.

### Visitantes

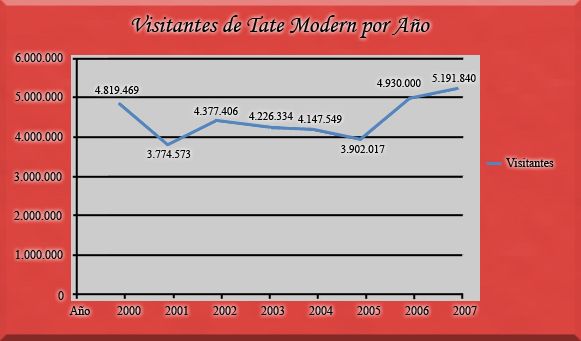
Afluencia de visitantes por año al Tate Modern.

El año de su apertura, 4,9 millones de personas visitaron el museo. Este número de visitantes fue decreciendo progresivamente, situándose en torno a los cuatro millones de visitantes y llegando a su nivel más bajo en 2001, cuando lo visitaron 3,75 millones de personas. Entre 2005 y 2006 hubo un descenso del 12 % en el número de visitantes, que fue achacado al miedo provocado por los atentados del 7 de julio. En 2006 se produjo un importante incremento en el número de visitantes, lo que hizo que en 2006 y 2007, Tate Modern fuera la segunda atracción turística más visitada del Reino Unido, con 4,9 y 5,2 millones de visitantes respectivamente. Además, se considera que el museo atrae cada año a más de un millón de visitantes extranjeros, generando un impacto a nivel nacional. En el futuro se prevé que la afluencia de visitantes siga aumentando, especialmente a partir de 2012 con la inauguración de la ampliación y con el efecto derivado de los Juegos Olímpicos de Londres 2012.

### Economía
El desarrollo de Tate Modern ha sido considerado un ejemplo para futuros proyectos, como forma de desarrollar zonas degradadas de la ciudad y convertirlas en nuevos focos dinámicos de crecimiento y de desarrollo económico.
De acuerdo al estudio llevado a cabo por la consultora McKinsey & Company tras la apertura del museo, el impacto de la galería de arte moderno en la economía local londinense superó de forma significativa las expectativas previas al comienzo de las obras. El beneficio económico producido por el museo se estimó entre los 75 y los 140 millones de libras, aproximadamente la mitad en el área de Southwark. En 1994 se había previsto un beneficio total de 50 millones de libras, muy inferior al beneficio real logrado. Hasta 2005 se han creado entre 2000 y 4000 puestos de trabajo en Londres, la mitad de ellos en el área de Southwark. Tate Modern generó 467 puestos de trabajo directos, más los 283 creados durante las fases de construcción. El 30 % de estos trabajadores provenían del propio barrio en el que se ubica el museo.
Según el mismo estudio de McKinsey & Company, el número de negocios hoteleros y de cáterin en el área de Tate Modern entre 1997 y 2000 (año de inauguración del museo) se incrementó en un 23 %, generando 1800 puestos de trabajo en el área de Southwark. El precio de la propiedad y las inversiones comerciales se incrementaron más en Southwark que en el resto de Londres, aumentando el número de nuevos negocios en la zona.

### Cultura

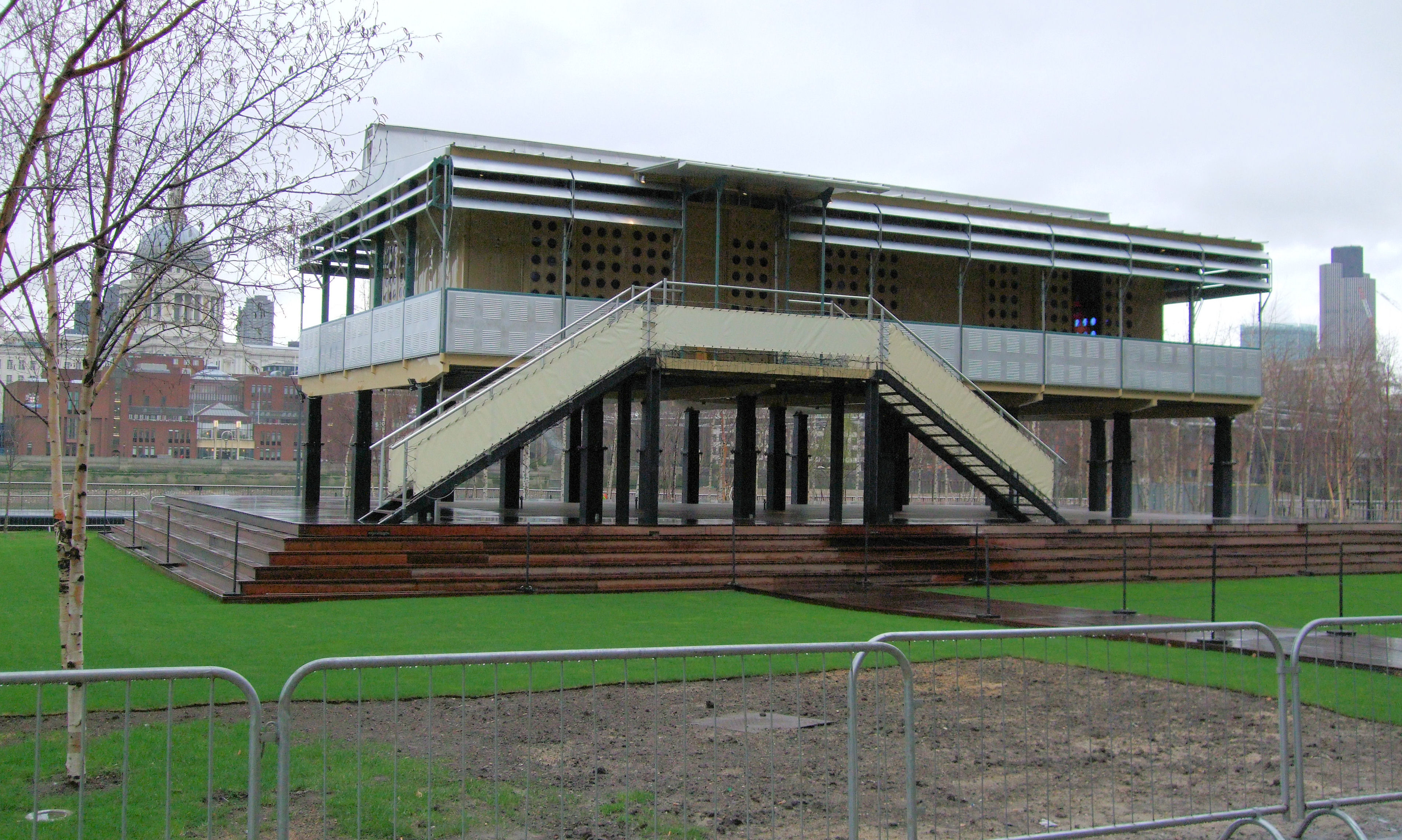
La Maison tropicale de Jean Prouvé en el exterior de Tate Modern con motivo de una exposición temporal, en marzo de 2008.

La programación de Tate Modern se complementa con una serie de actividades culturales y educativas llevadas a cabo tanto dentro del museo como más allá del edificio. El objetivo de esta agenda cultural es complementar la programación del museo y facilitar el acceso al arte moderno a la mayor parte de la población posible, incluyendo sectores de la sociedad británica que normalmente no tiene acceso al mismo.
Un total de 282 864 personas participaron entre abril de 2007 y marzo de 2008 en los diferentes programas de aprendizaje y actividades diversas organizadas en el interior de Tate Modern. Otras 5212 personas participaron en eventos organizados durante el mismo período de tiempo por Tate Modern fuera del museo, y 164 223 niños asistieron a las sesiones educativas organizadas por el museo.
En 2005, un total de 21 300 personas estaban empleadas en industrias culturales localizadas en las áreas de Bankside, Bermondsey y South Westminster, generando 606 millones de libras de ingresos al año. El impacto de Tate Modern en este sector y subsectores dependientes ha sido significativo, generando unos 1000 nuevos puestos de trabajo y unos beneficios anuales adicionales de 17 millones de libras.

### Cómo llegar
Tate Modern se encuentra conectado con el resto de Londres de muy diversas formas debido al privilegiado emplazamiento en el que se encuentra. Desde la página web del museo se desaconseja llegar en coche por la falta de aparcamientos de la zona, proponiendo utilizar alguno de los múltiples medios de transporte público que da servicio al área del museo, entre los que destacan:
En barcohay un servicio del grupo Tate denominado Tateboat (Barco Tate) que conecta Tate Britain y el London Eye con el Tate Modern, con una frecuencia de servicio de cuarenta minutos durante el horario de apertura de ambos museos. El catamarán que ofrece el servicio de Tateboat cuenta con 220 plazas, y su decoración interior y exterior fue realizada por Damien Hirst.
En metrohay varias estaciones del metro de Londres próximas a Tate Modern, tanto en la Ribera Norte como en la Ribera Sur del Támesis, entre las que destacan la de Southwark, perteneciente a la Jubilee Line (en la Ribera Sur y a quince minutos a pie del museo), y la de Blackfriars, de las District y Circle Lines, situada en la Ribera Norte, en la orilla opuesta del Támesis, a unos diez minutos.
En autobúshay múltiples líneas de autobús urbano que circulan por el área de Bankside y que paran en Blackfriars Bridge Road, Southwark Street o Southwark Bridge Road, todas ellas cercanas a Tate Modern. Las principales líneas son la RV1, 45, 63, 100, 344 y 381.
En trenThameslink, la línea de tren que une Bedford y Brighton y que atraviesa Londres de norte a sur, cuenta con estaciones en Blackfriars y London Bridge. De esta última también parte un servicio que conecta con el sudeste de Londres y con Kent.

## Galería de imágenes

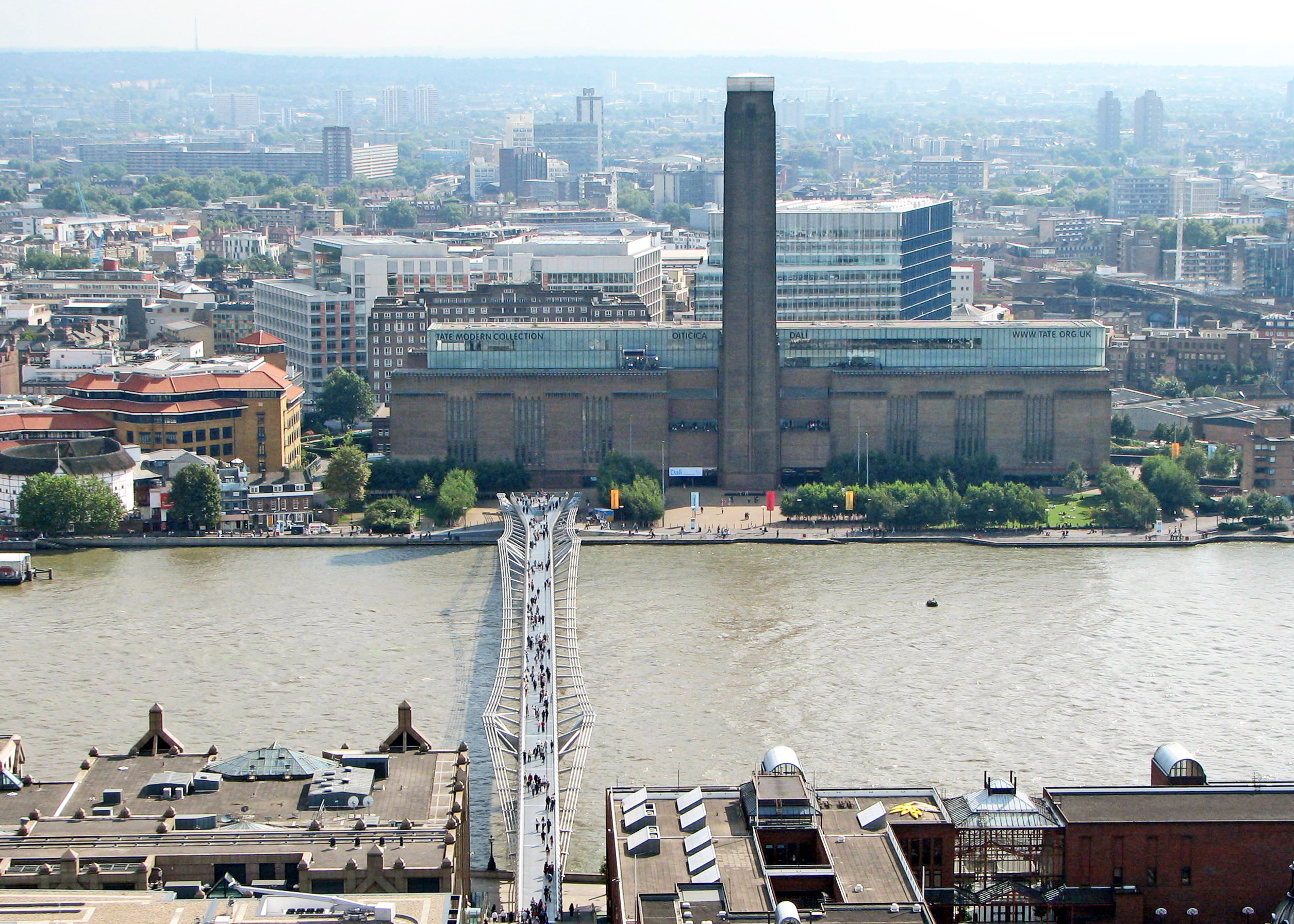
Tate Modern, con el puente del Milenio de Norman Foster cruzando el Támesis.
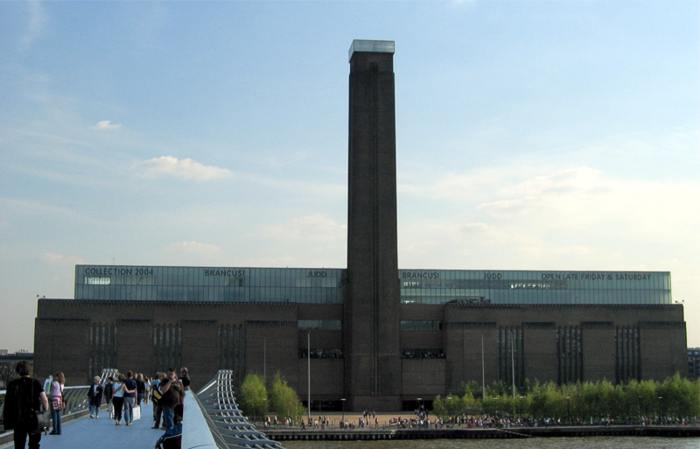
Fachada de Tate Modern, vista desde el puente del Milenio.
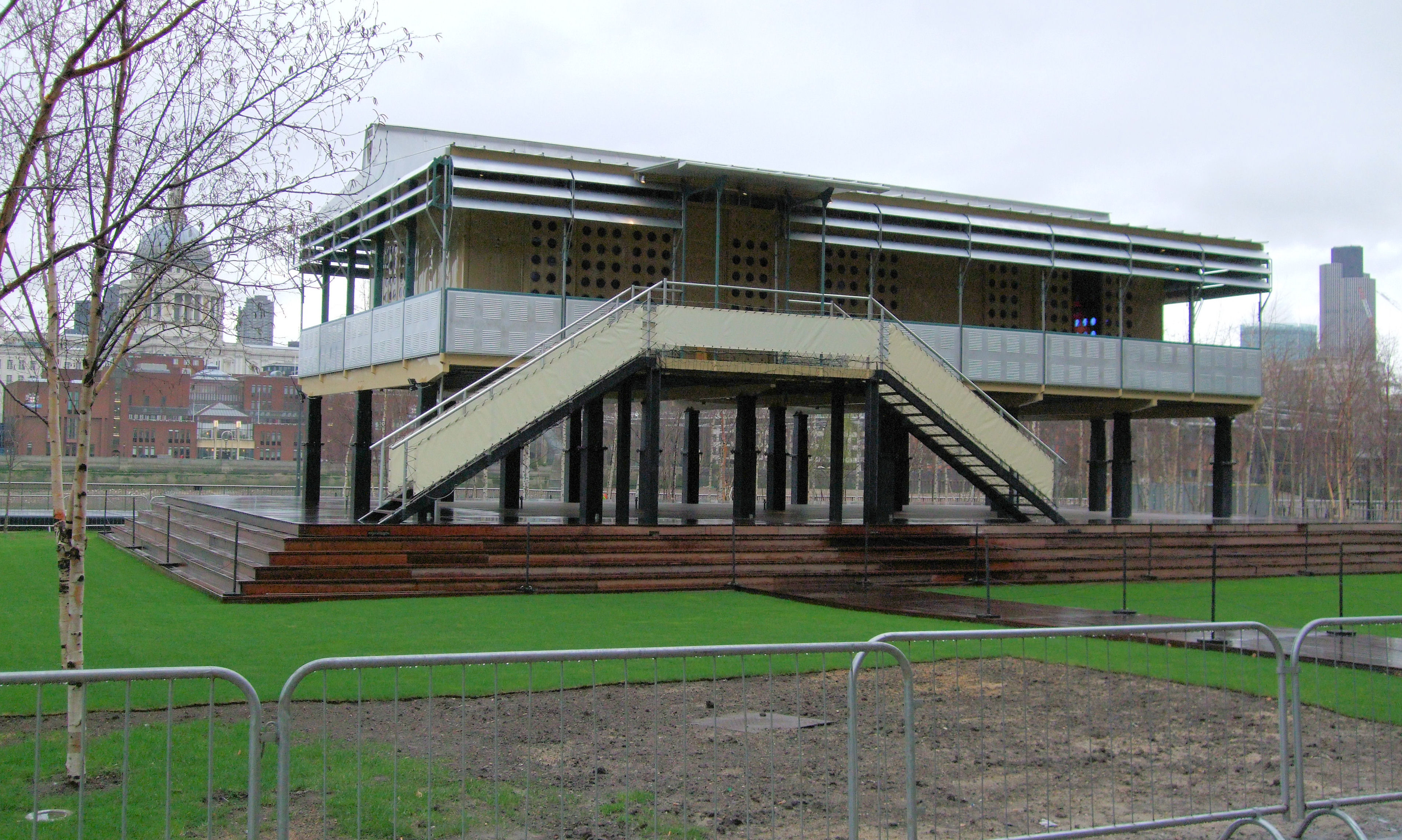
Maison tropicale de Jean Prouvé en el exterior de Tate Modern.
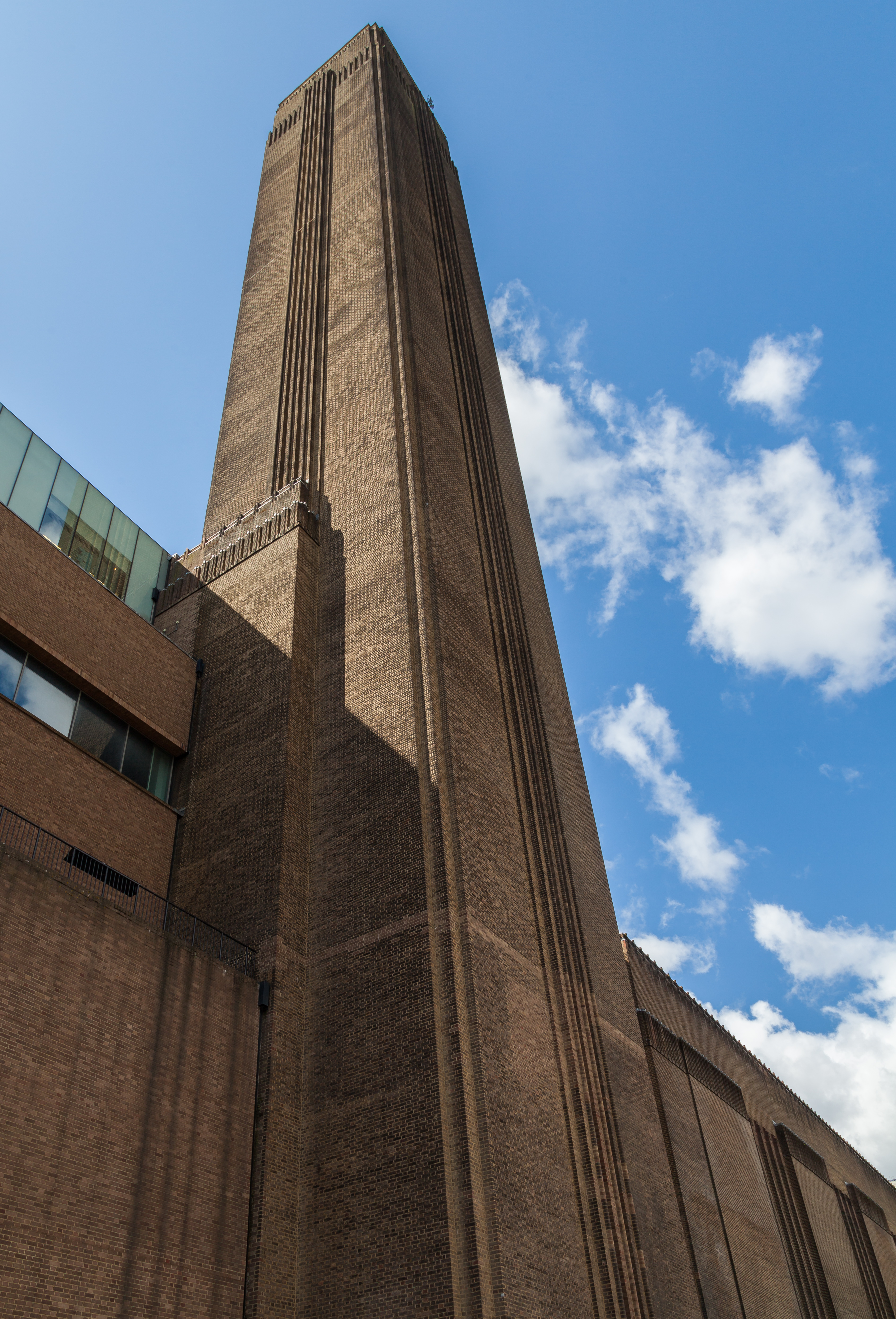
Vista de la torre desde la base.
Instalación Embankment, de Rachel Whiteread.
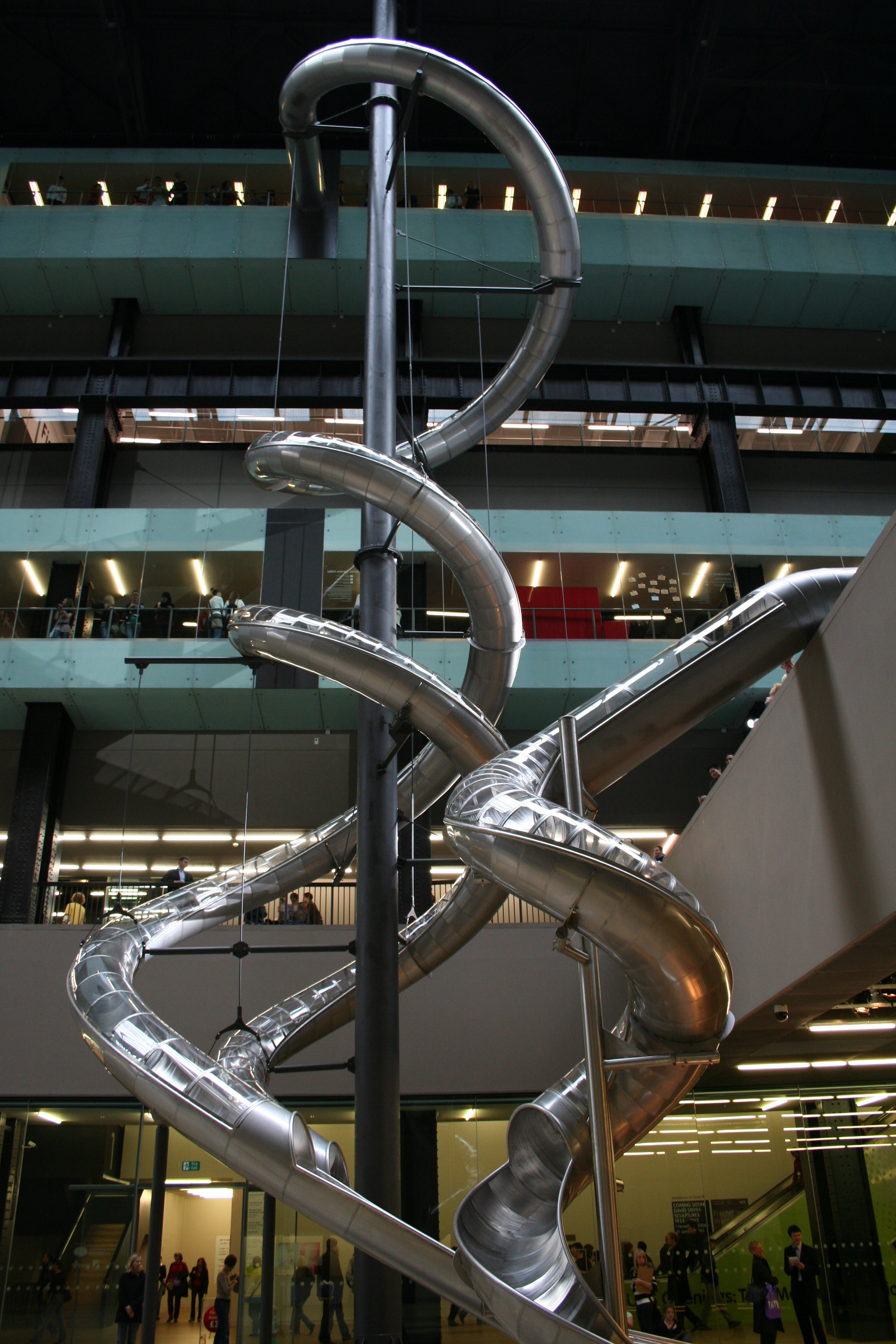
Instalación Test Site, de Carsten Höller.
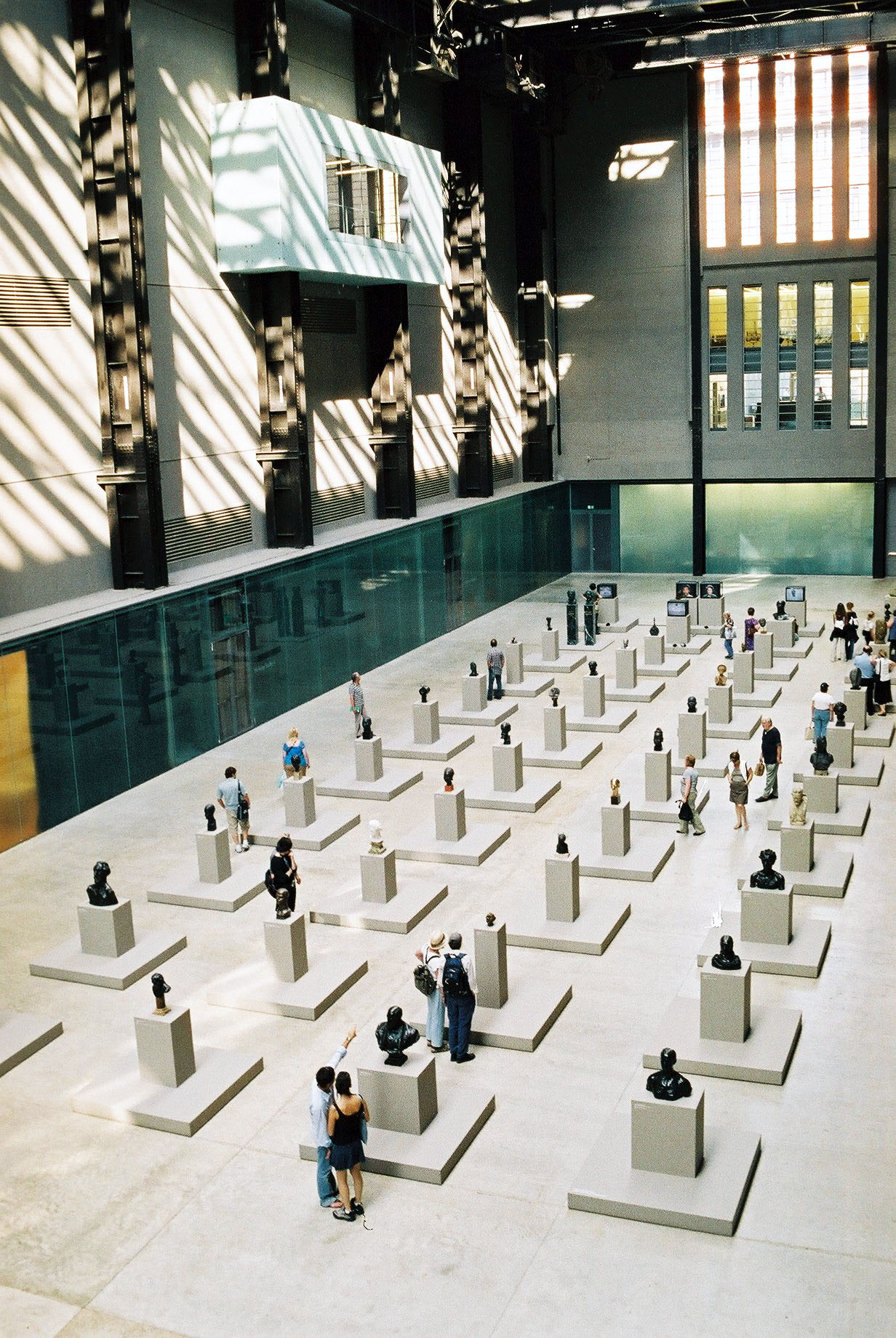
Instalación temporal en la Sala de las turbinas.
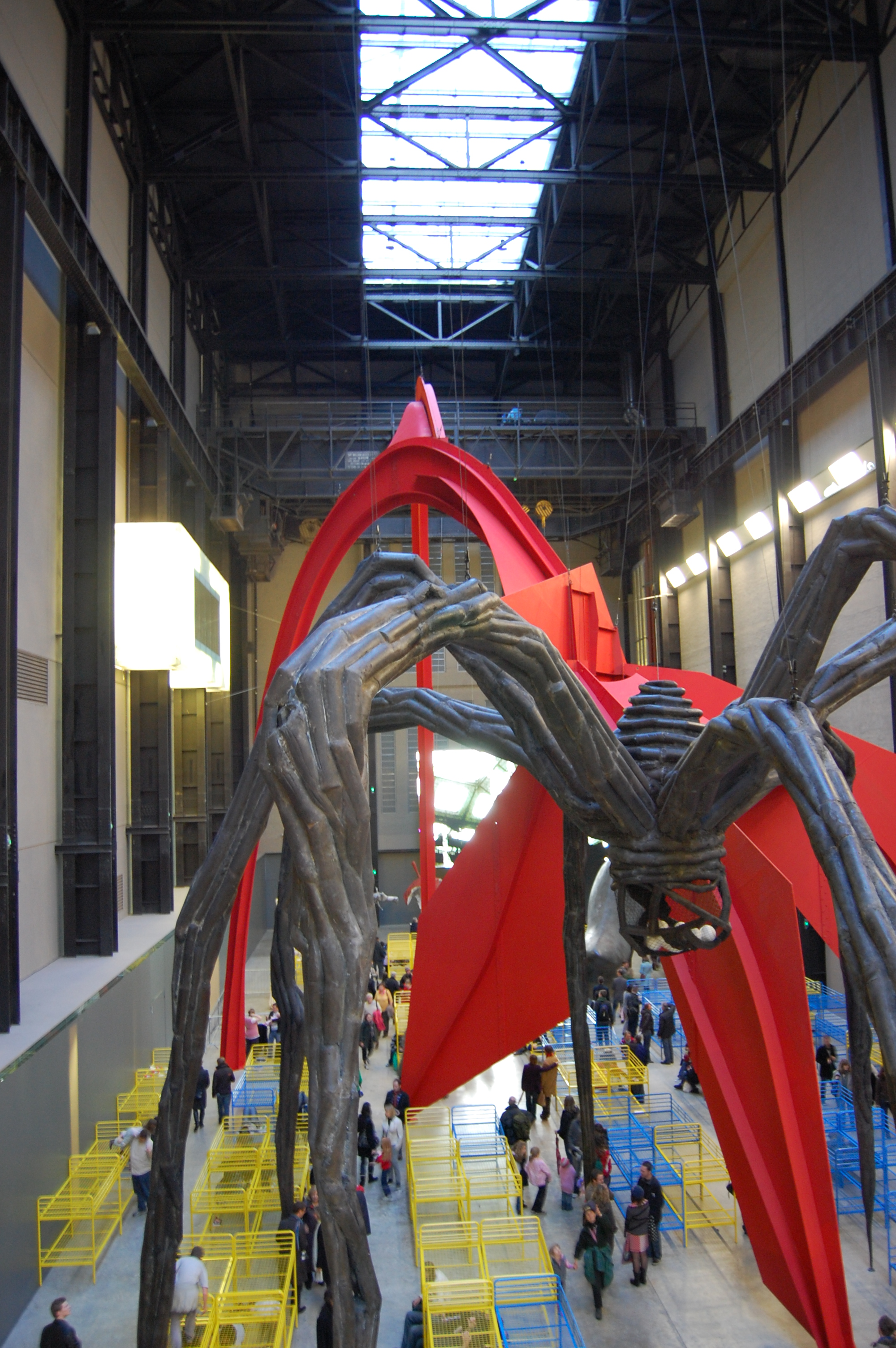
La Sala de las turbinas con la instalación TH.2058, de Dominique Gonzalez-Foerster, en 2009.
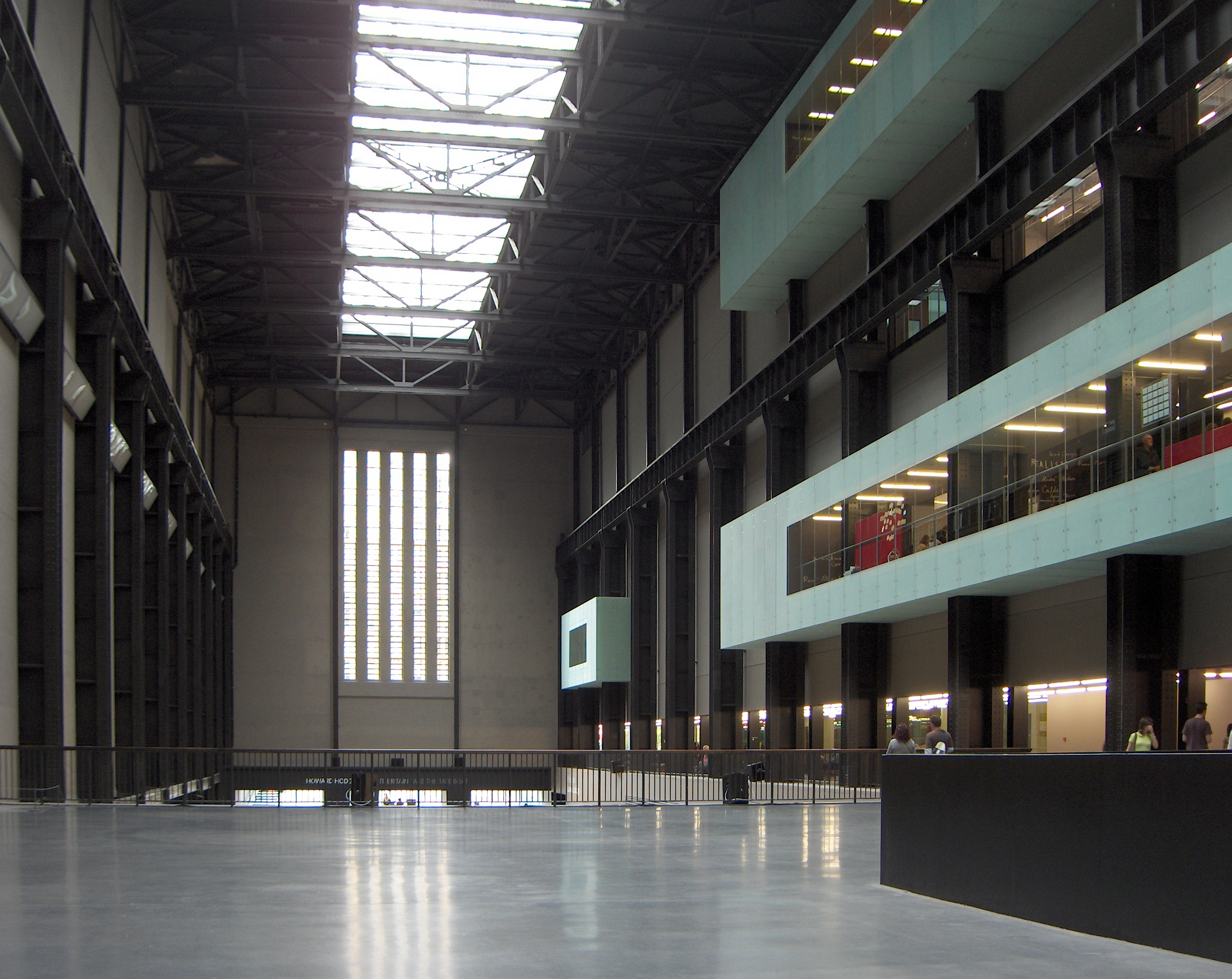
La Sala de las turbinas sin instalaciones.
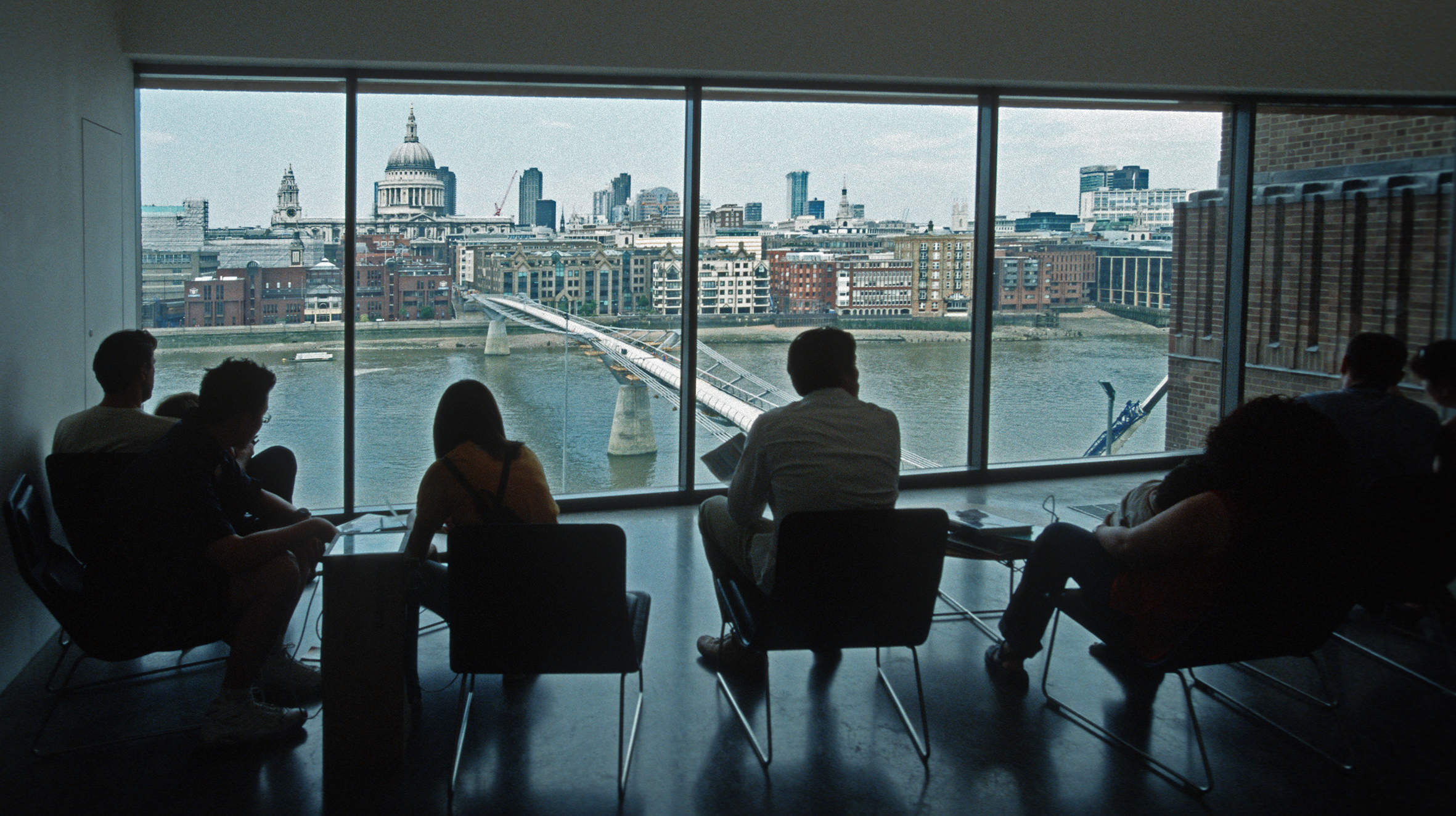
Espacio de descanso.
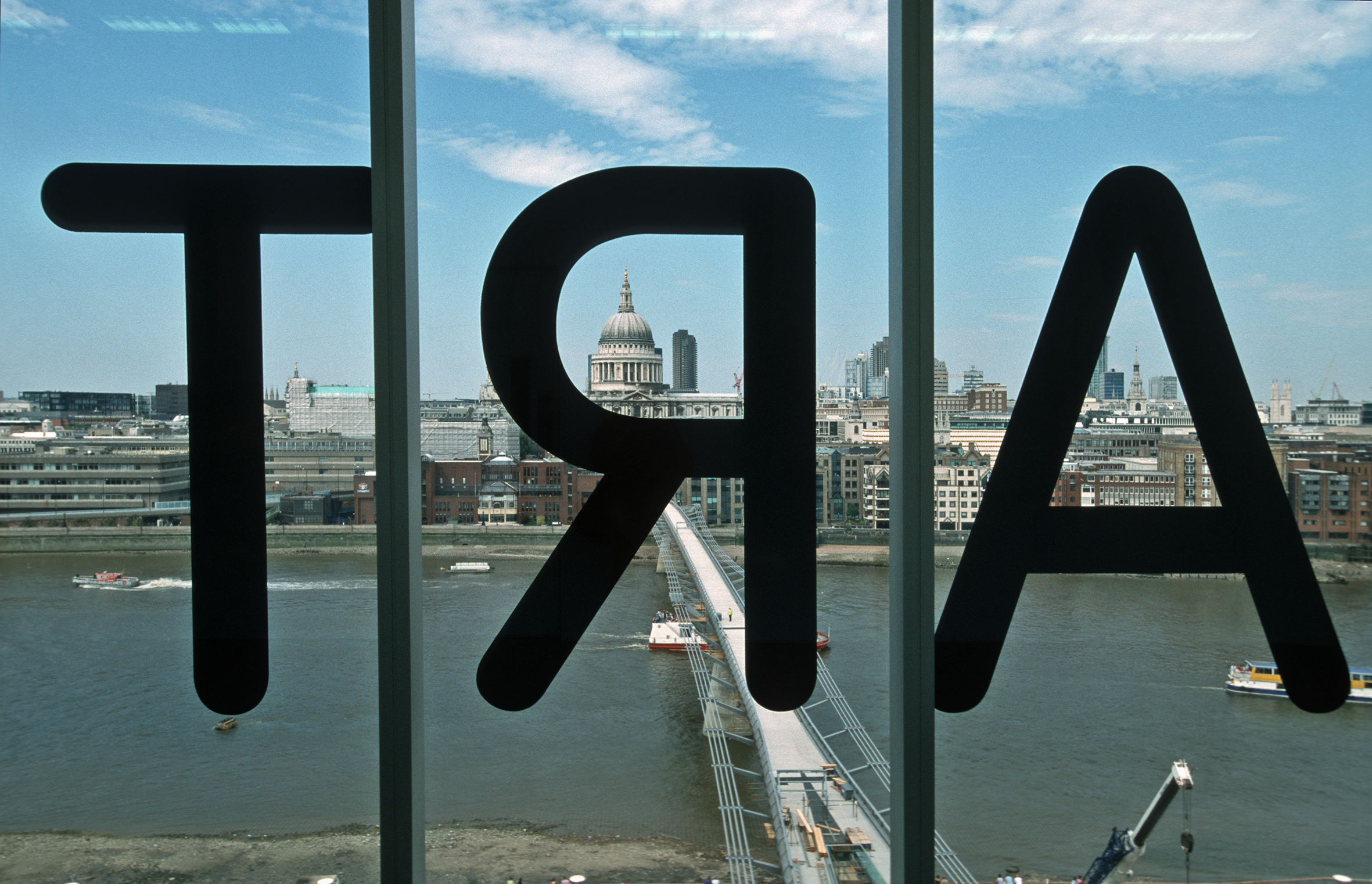
Vista de la catedral de San Pablo desde el restaurante de la última planta.
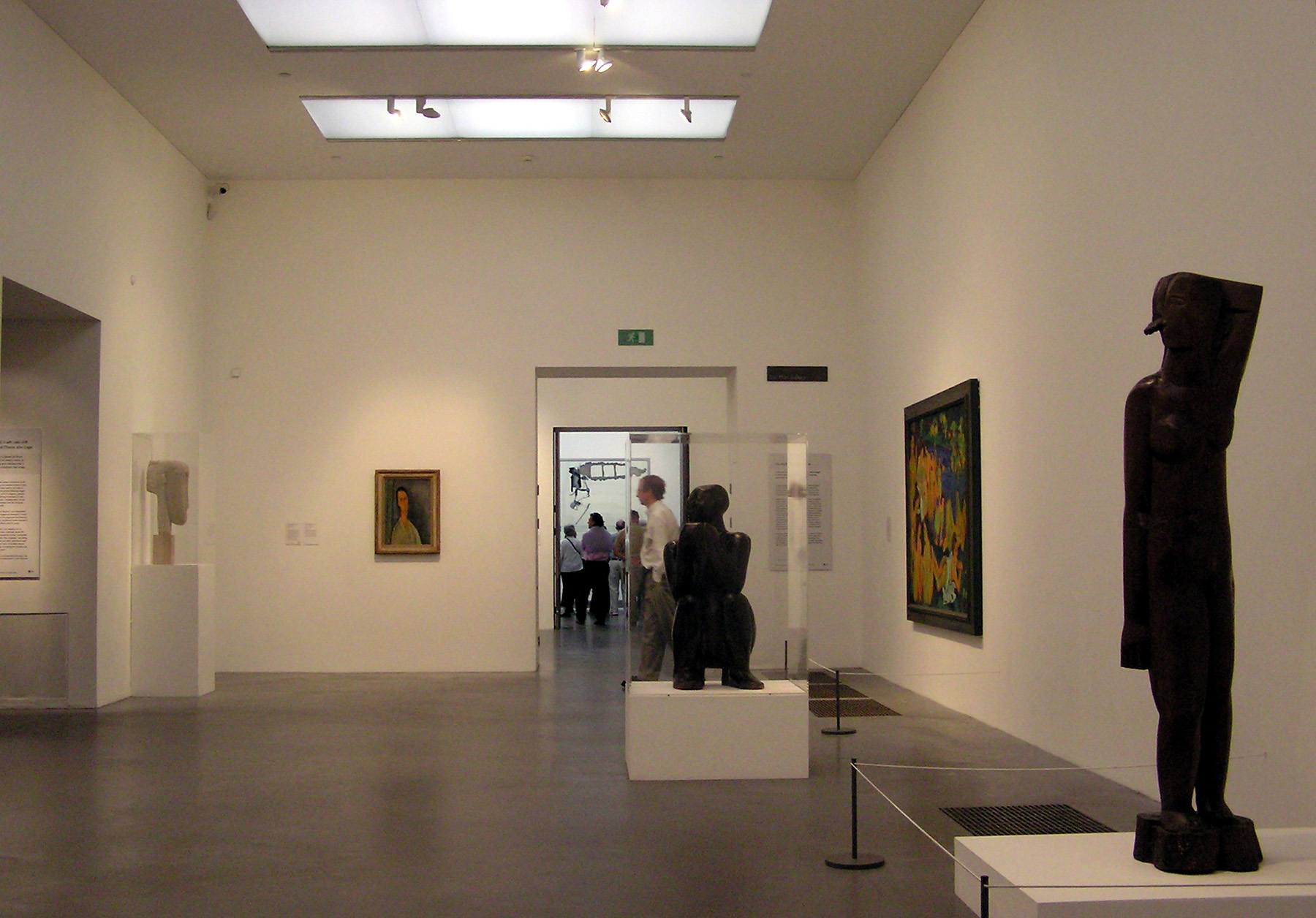
Sala de exposición.
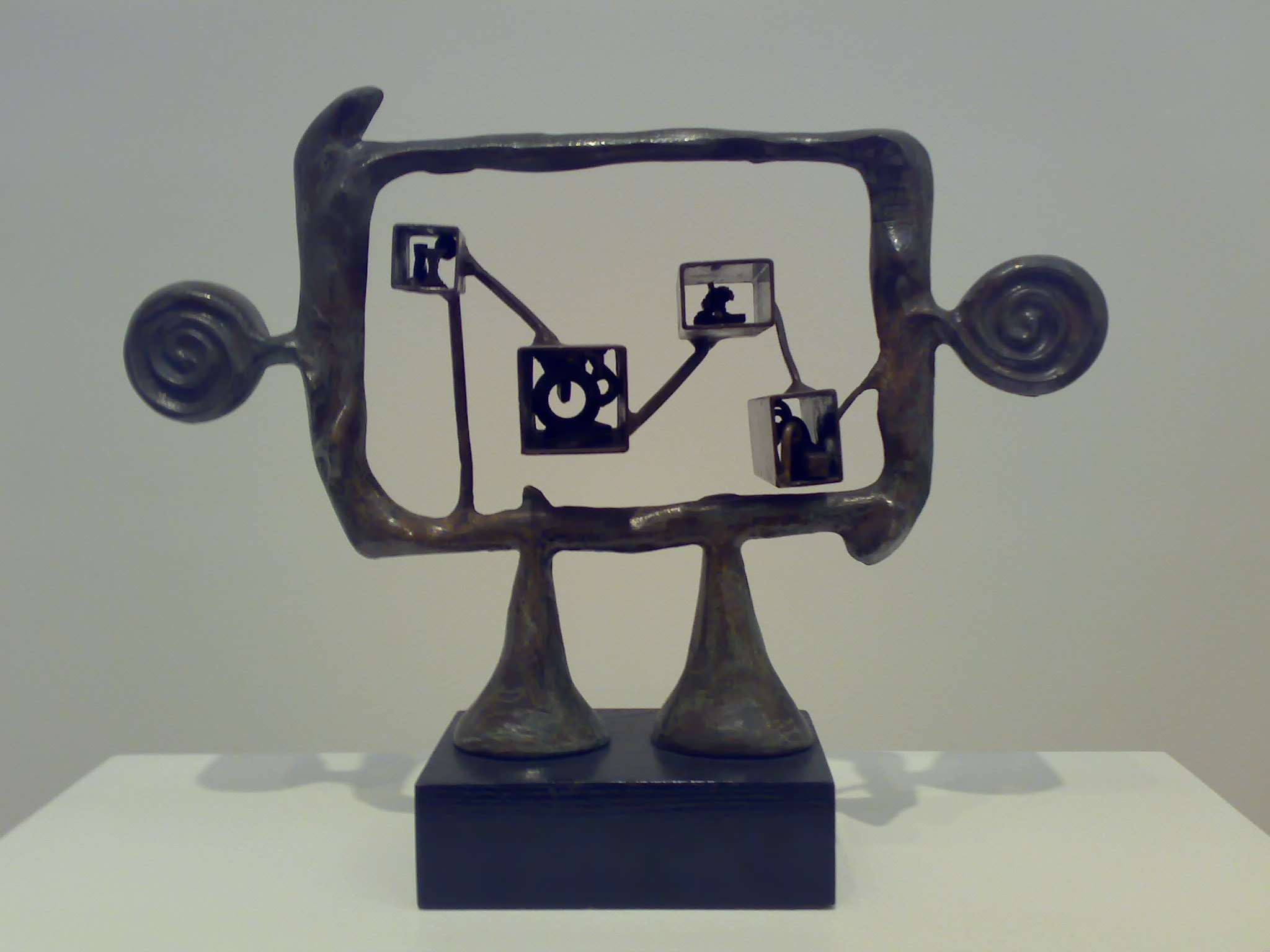
Escultura de David Smith expuesta en el Tate Modern.
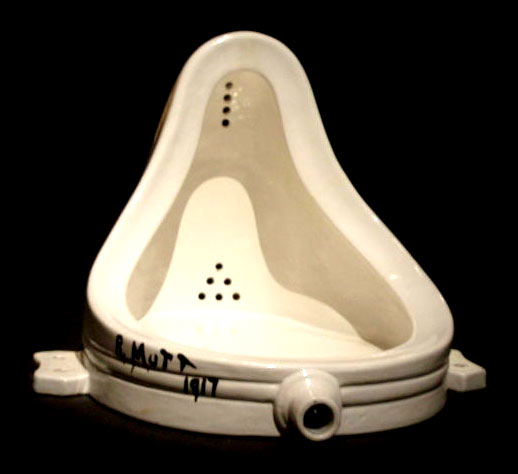
Fuente, de Marcel Duchamp.